# Nida (römische Stadt)

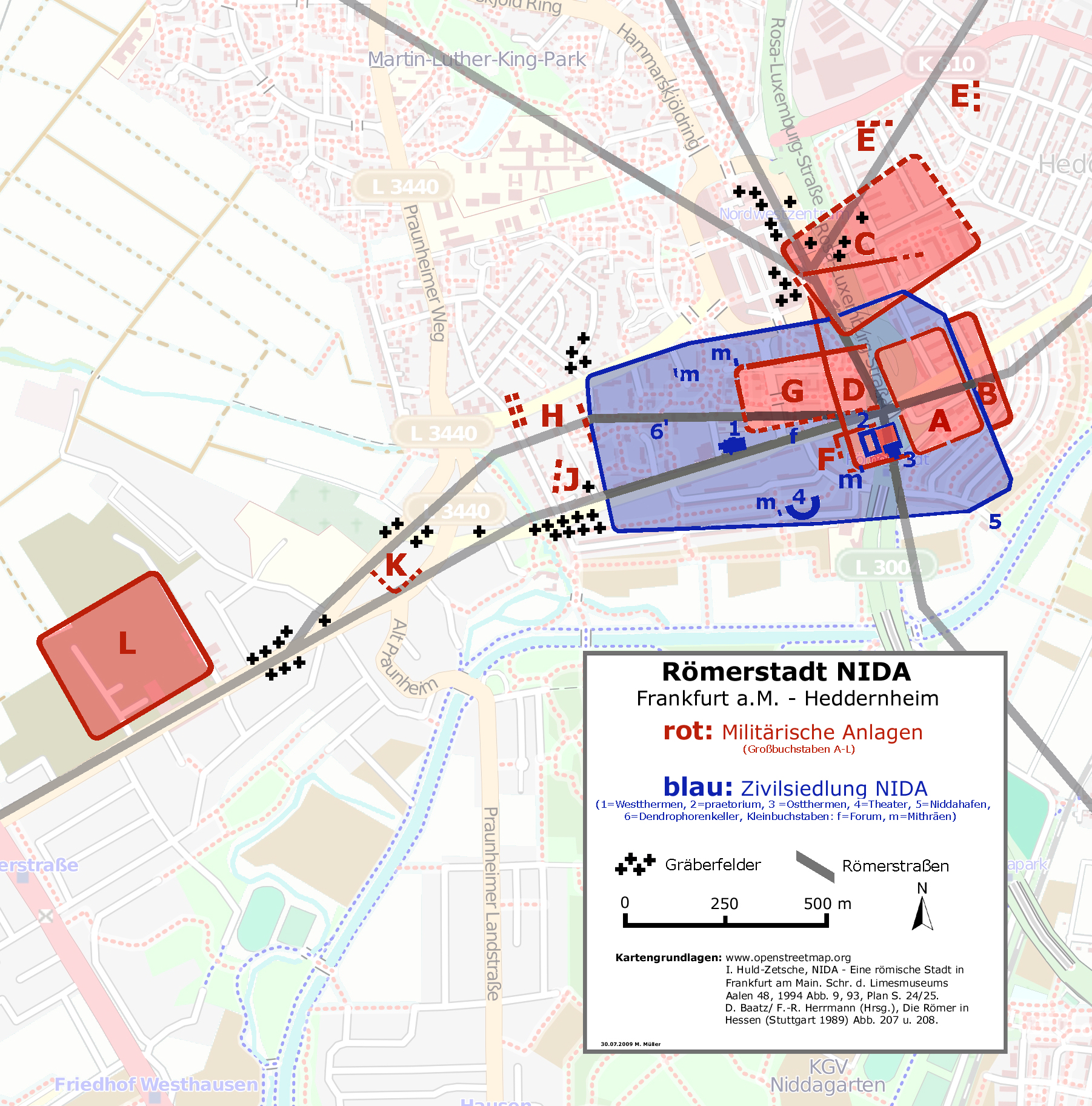
Lageplan der Kastelle und der Zivilsiedlung in Nida-Heddernheim

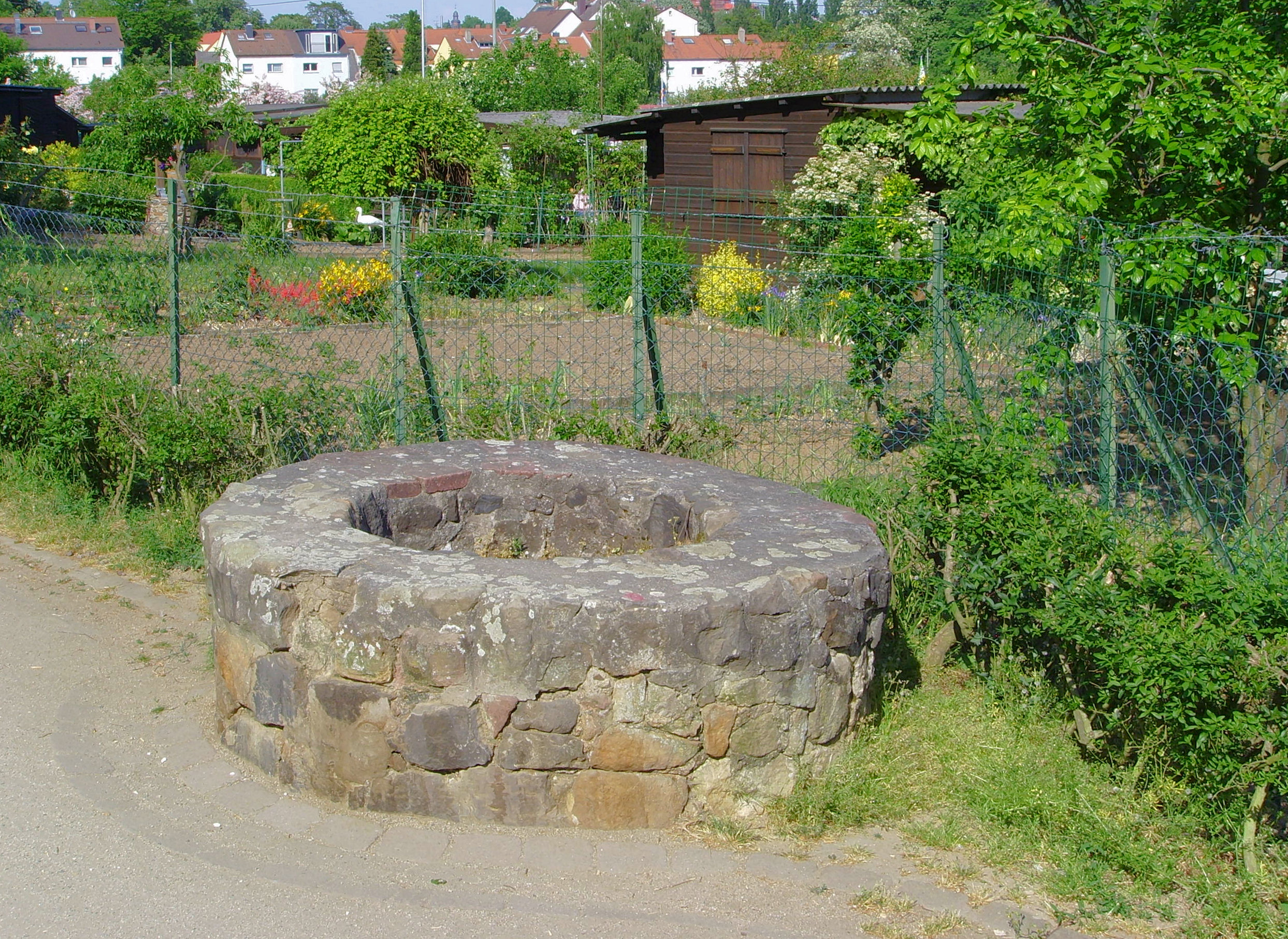
Römischer Brunnen am Rande der Siedlung Römerstadt

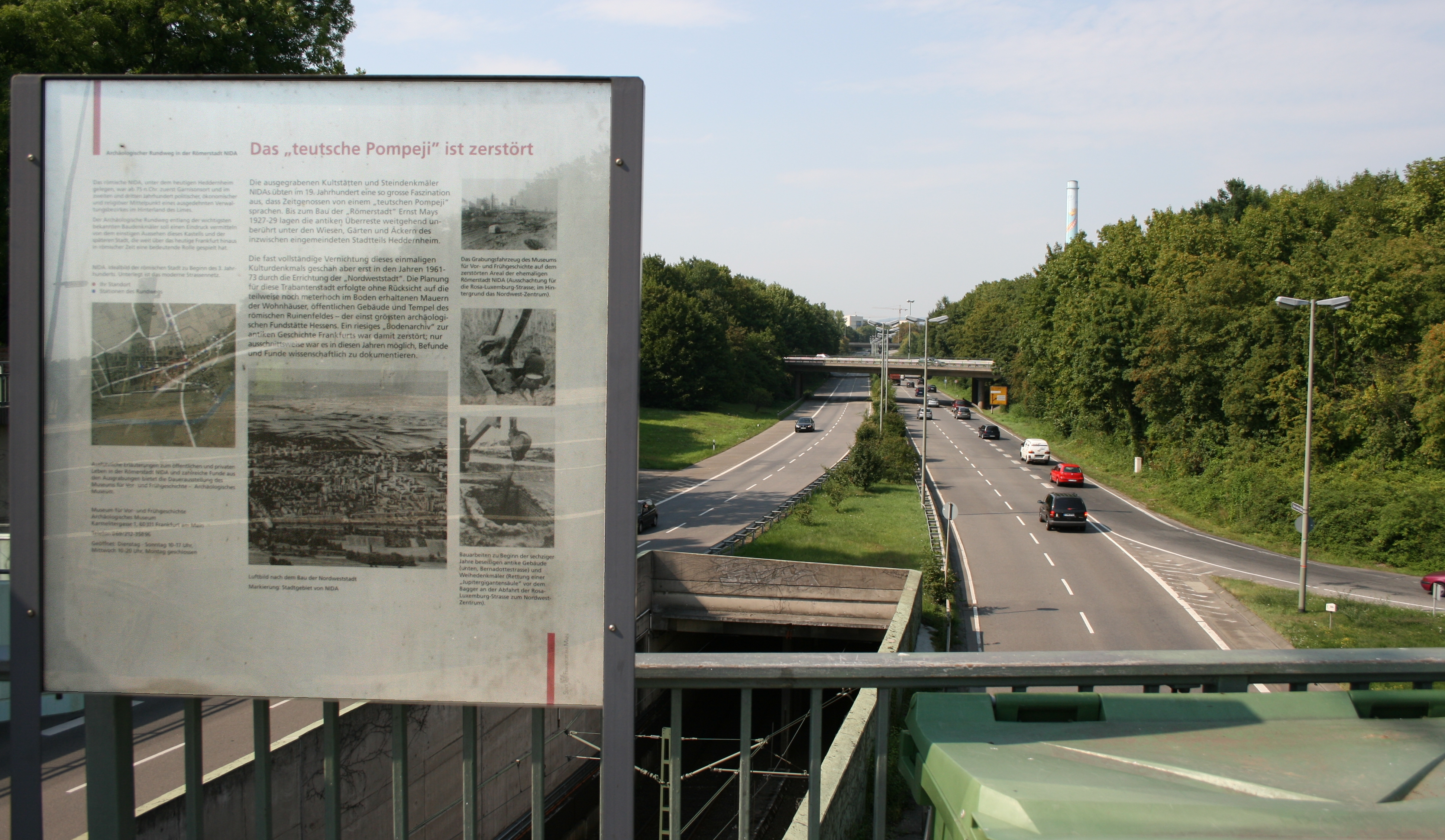
Blick im Kernbereich der ehemaligen Römerstadt nach Norden. Die Tafel weist auf die Zerstörung durch die großflächigen und tiefgreifenden Baumaßnahmen des 20. Jahrhunderts hin. Nida wurde im 19. Jahrhundert als „teutsches Pompeji“ bezeichnet.

Nida war in der Zeit des Römischen Reichs Hauptort der Civitas Taunensium. Die Römerstadt, die auf ihrem Höhepunkt über 5000 Einwohner gezählt haben dürfte, lag am Rand der Wetterau im Nordwesten von Frankfurt am Main, in der Gemarkung des heutigen Stadtteils Heddernheim. Erste Spuren einer zumindest temporären römischen Besiedlung stammen aus der Regierungszeit des Kaisers Vespasian in den Jahren 69 bis 79. Aufgegeben wurde Nida um 260, als die Römer den Obergermanisch-Raetischen Limes und sein Hinterland räumten. Die Ruinen auf dem „Heidenfeld“ dienten über Jahrhunderte als Steinbruch für die umliegenden Dörfer. Die Grundmauern blieben dennoch weitgehend unberührt erhalten, wurden dann aber im 20. Jahrhundert beim Bau der Siedlung Römerstadt und der Frankfurter Nordweststadt fast vollständig zerstört oder überbaut. Der Name der Siedlung ist durch schriftliche Quellen seit römischer Zeit gesichert und leitet sich vermutlich vom noch älteren Namen des benachbarten Flusses Nidda her.

## Geschichte

### Frühe Militärlager und flavische Zeit
Dem Gelände am Fluss Nidda hatte die römische Militärführung „besondere strategische Bedeutung bei der Besetzung der Wetterau zugemessen.“ Hierauf deutet unter anderem der archäologische Nachweis von mindestens zehn meist nur kurzzeitig genutzten Militärlagern aus der Zeit um das Jahr 75 hin. Das bedeutendste dieser Kastelle war das „Kastell A“, auch Alen- oder Steinkastell genannt. Die anderen Kastelle sind meist nur sehr ausschnitthaft bekannt und dürften mit Ausnahme des Steinkastells nur sehr kurze Zeit bestanden haben.
Westlich dieses Kastells entstand eine zivile Siedlung, ein sogenannter Vicus. Im frühen Kastellvicus ließen sich zunächst der Truppe nahestehende Personen wie Verwandte, Handwerker, Händler und Gastwirte nieder. Nachdem der Vicus um 90 n. Chr. aus unbekannten Gründen abbrannte, wurde er in großem Stil neu strukturiert und neben die bisherige Ost-West-Hauptstraße trat eine weitere, schräg dazu verlaufende Ost-West-Hauptachse weiter nördlich.

### Blütezeit im 2. Jahrhundert n. Chr.
Für das ursprüngliche Kastelldorf einschneidende Veränderungen fanden zur Regierungszeit des Kaisers Trajan um 110 n. Chr. statt. Die Truppen wurden an den Limes abgezogen, womit zunächst ein Bevölkerungsrückgang verbunden war. Gleichzeitig wurde Nida zum zivilen Verwaltungssitz der Region als Hauptort der Civitas Taunensium. Die Civitas Taunensium war ein Kreis/Bezirk der römischen Provinz Germania superior („Obergermanien“) und Nida ein Wirtschaftszentrum im Grenzland des obergermanischen Limes sowie Umschlagsplatz im Handel mit Gebieten außerhalb der römischen Provinz. Ökonomisch bildete Nida den Zentralort und Markt für zahlreiche kleine und mittlere Betriebe, unter anderem die zahlreichen Villae rusticae, die sich in dieser Zeit auf den fruchtbaren Böden der Wetterau etablierten.
Die zivile Besiedlung ersetzte in Heddernheim bald die militärischen Strukturen. Ein großer Bereich im Zentrum der Siedlung wurde planiert und diente als Forum. Zwei große Thermen, das Praetorium, mehrere Tempel und ein Theater gehörten ebenfalls zum Stadtbild. Auch ein Triumphbogen hat wahrscheinlich existiert. Die neuen städtischen Eliten repräsentierten sich durch zahlreiche Steindenkmäler und Inschriften. Kunsthistorisch bedeutsam ist ein erhalten gebliebenes, farbiges Steinbild aus einem der so genannten Mithräen, Heiligtümern des Gottes Mithras; das Original befindet sich heute im Museum Wiesbaden, eine Kopie im Archäologischen Museum Frankfurt. In beiden Museen sind auch weitere Fundstücke aus Nida ausgestellt, in Frankfurt beispielsweise die Jupitersäulen und die Dendrophoreninschrift.
Das weitgehend friedliche 2. Jahrhundert war die Blütezeit des römischen Nida, in diese Zeit datieren die meisten Gebäude und Steindenkmäler. Erste Schwierigkeiten betrafen das Grenzland mit den Markomannenkriegen um 170 n. Chr. Zerstörungshorizonte gibt es sowohl aus Nida als auch aus einigen Kastellen und Villen der Umgebung. Der Limes im Taunus wurde durch die Numeruskastelle Holzhausen, Kleiner Feldberg und Kapersburg verstärkt.

### Niedergang und Ende im 3. Jahrhundert

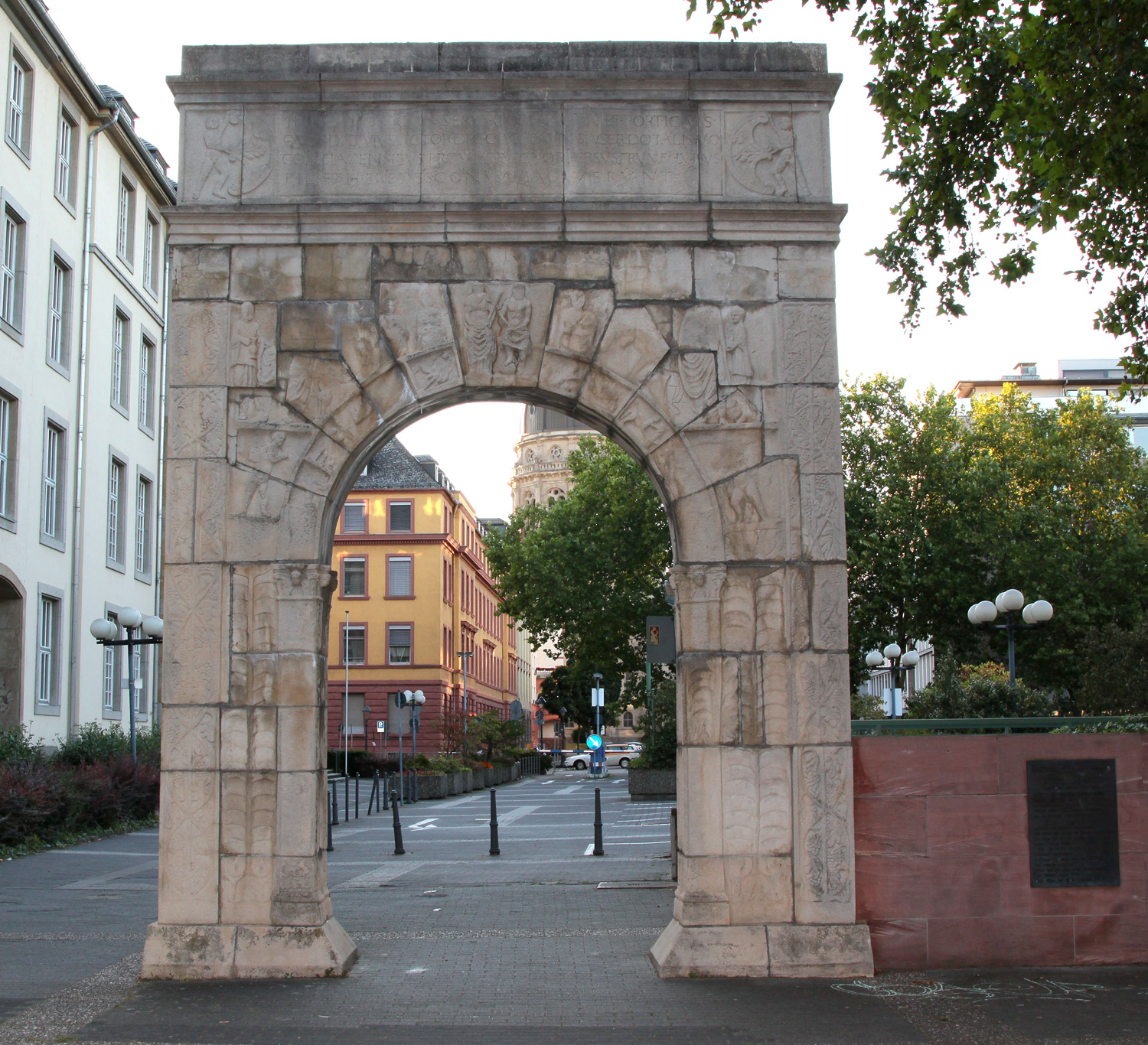
Kopie des Dativius-Victor-Bogens in Mainz

Zu Beginn des 3. Jahrhunderts erhielt Nida eine eigene Stadtmauer; benötigte Basaltsteine wurden in den Steinbrüchen des heutigen Bockenheim abgebaut, an die die Benennung der Basaltstraße erinnert. Das umfangreiche Bauwerk mit einer Länge von 2.750 m diente einerseits sicherlich repräsentativen Zwecken, zeugt aber andererseits vielleicht auch von einem Behauptungswillen der Bevölkerung in einem unsicherer werdenden Grenzland. Aus anderen rechtsrheinischen Civitas-Hauptorten wie Ladenburg (Lopodunum), Bad Wimpfen, und Rottenburg am Neckar (Sumelocenna) sind ähnliche Baumaßnahmen bekannt. Das Limessystem allein, das nicht auf militärische Abwehr, sondern auf Kontrollen in Friedenszeiten ausgelegt war, konnte den Städten im Hinterland seit etwa 230 keine ausreichende Sicherheit mehr garantieren. Funde von militaria (militärische Ausrüstungsgegenstände) und Objekten, die Germanen zuzuordnen sind, werden teils als Beleg für Gegenmaßnahmen der Zivilbevölkerung gesehen. Zeugnis dieser für die Bewohner schwierigen Zeit geben ferner mehrere Steindenkmäler. Der Dativius-Victor-Bogen in Mainz wurde von einem Nidenser Ratsherren (decurio) vielleicht als Dank für die Aufnahme im sicheren Mainz gestiftet.
Ein schwerer Einfall von Alamannen, die die Abwesenheit der römischen Truppen aufgrund eines Perserkrieges ausnutzten, ist durch Herodian für die Jahre 233/234 n. Chr. bezeugt. Ein Münzschatz, der unter der Schwelle eines Steinkellers verborgen war, weist als Schlussmünze das Jahr 227 n. Chr. auf und dürfte in diesen Zusammenhang gehören. Kaiser Maximinus Thrax (235 bis 238) konnte die Feinde aber besiegen und die Lage durch einen großen Rachefeldzug tief nach Germanien noch einmal stabilisieren. Eine Inschrift belegt die Wiederaufrichtung einer Jupitergigantensäule im Jahr 240. Im Jahr 250 ließ die civitas den Friedberger Leugenstein setzen, eines der spätesten römischen Steindenkmäler aus dem Hinterland des Limes vor dessen Aufgabe; dies zeigt, dass es zu diesem Zeitpunkt noch eine funktionierende Civitasverwaltung gegeben haben muss. Aus diesen Jahrzehnten stammt auch ein silbernes Amulett, das im nordwestlichen Gräberfeld von Nida gefunden wurde und dessen lateinische Inschrift auf Jesus Christus Bezug nimmt. Bei dieser „Frankfurter Silberinschrift“ handelt es sich um das älteste bekannte Zeugnis des Christentums nördlich der Alpen (das für diese Zeit sonst nur aus späteren Schriftquellen bekannt ist).
Die römische Epoche dauerte bis um 260, als die Römer den Limes aufgaben, um die Reichsgrenze an Rhein und Donau zurückzunehmen, da die Flussgrenzen angesichts der veränderten Lage militärisch weitaus sinnvoller waren (Limesfall). Dass das römische Nida bis dahin bewohnt war, ist belegt durch die Münzreihe aus Heddernheim, die mit 14 Münzen des Kaisers Gallienus (253 bis 268) endet. Die jüngste Münze wurde im Jahr 258 geprägt und fand sich im sogenannten Dendrophorenkeller. Die vielen Steindenkmäler, die in Brunnen verborgen wurden, lassen an eine planmäßige, nicht fluchtartige Räumung denken. Auch aus den folgenden Jahrhunderten der Spätantike finden sich vereinzelte Spuren menschlicher Anwesenheit auf dem Areal Nidas, die von Planierungen des Areals, der Suche nach römischem Altmetall und möglicherweise auch von in den römischen Gebäuden lebenden Germanen stammen. Die Mauern der Ruinen aus römischer Zeit waren noch im 15. Jahrhundert weithin sichtbar, danach wurden sie in Heddernheim und Praunheim als Baumaterial wiederverwendet. Teile der antiken Bausubstanz wurden bereits dadurch zerstört.

## Ausgrabungen und Forschungsgeschichte

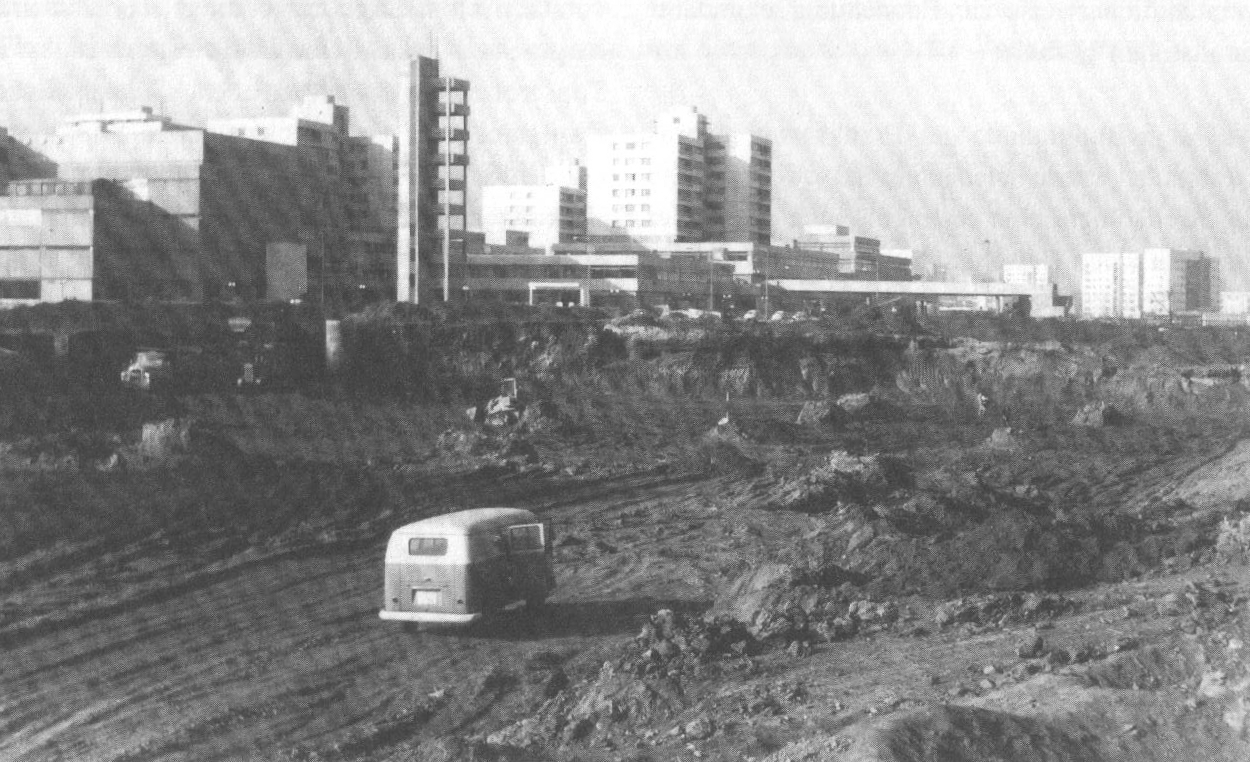
Grabungsfahrzeug des Museums auf dem Baugelände der Nordweststadt, dem Areal der ehemaligen Römerstadt Nida

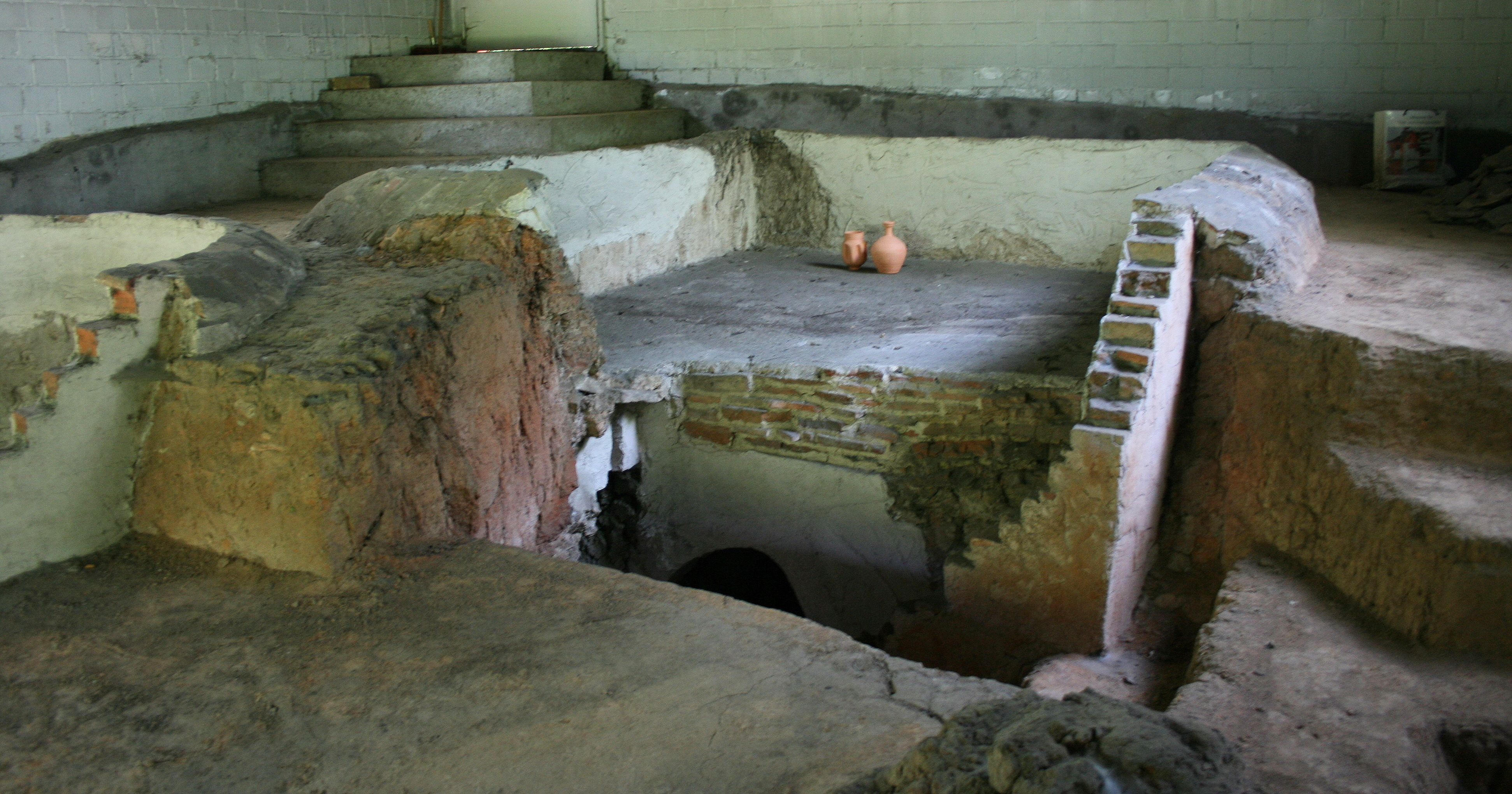
Restaurierter Töpferofen an der Böschung der Rosa-Luxemburg-Straße, Ofen mit quadratischem Grundriss

1823 erfolgten die ersten geregelten Ausgrabungen in der antiken Römerstadt durch den Verein für Nassauische Altertumskunde. Kulturhistorisch bedeutsame Funde gelangten in dieser Zeit, als das Gelände zum Herzogtum Nassau gehörte, in die Sammlung Nassauischer Altertümer, die im Museum Wiesbaden verwahrt wird.
Nach dieser frühen Phase der Erforschung gingen weitere Untersuchungen seit der 1878 erfolgten Gründung des Historischen Museums von Frankfurt aus, da Heddernheim 1885 dem preußischen Landkreis Frankfurt zugeschlagen und schließlich 1910 nach Frankfurt eingemeindet wurde. Diese Forschungen sind besonders mit dem Namen Georg Wolff verbunden. Wolff führte im Auftrag der Reichs-Limeskommission (RLK) viele Untersuchungen an den Kastellen, besonders dem großen Steinkastell A, durch.
Das Gelände von Nida blieb als „Heidenfeld“ bis zur Errichtung der Römerstadt-Siedlung 1927–1929 unbebaut. Bereits zur Zeit dieser Baumaßnahme konnten nur Notbergungen unter großem Zeitdruck vorgenommen werden. Das Gartenkonzept der Römerstadt-Siedlung bewahrte aber viele Strukturen im Untergrund. Beim Bau der Nordweststadt 1961–1973 wurden große Teile der archäologischen Substanz weggebaggert und so für immer vernichtet, da dem Landesamt für Denkmalpflege keine ausreichende Zeit für reguläre Grabungen und Fundsicherungen gewährt wurde. Einige größere Flächengrabungen wurden von Ulrich Fischer, dem damaligen Leiter des Museums für Vor- und Frühgeschichte (heute Archäologisches Museum Frankfurt) zwischen 1954 und 1965 durchgeführt. Die Grabungen konzentrierten sich auf das Steinkastell, die nördliche Vicusmauer, ein Gebiet im Zentrum von Nida und das Gräberfeld an der Saalburgstraße im Norden. Der Vorgang ist in Hessen nicht einzigartig, wie die Bebauung der römischen Siedlungen von Hanau-Salisberg, Nidderau-Heldenbergen und Groß-Gerau-„Auf Esch“, gleichfalls in der zweiten Hälfte des 20. Jahrhunderts, belegt. Durch die großflächigen Hoch- und Tiefbaumaßnahmen wurde in Heddernheim aber schnell die teilweise und unwiederbringliche Zerstörung einer der bedeutendsten Römersiedlungen der Region offensichtlich.
Hobby-Archäologen retteten als „Raubgräber“ einige wertvolle Stücke, zum Beispiel das „Malergrab“, das sich heute im Archäologischen Museum befindet; ein erheblicher Teil ihrer Funde blieb allerdings in Privatbesitz. Die Hobby-Archäologen haben sich im „Archäologischen Forum Nida“ zusammengeschlossen und – gemeinsam mit dem Heddernheimer Bürgerverein – im Neuen Schloss in Alt-Heddernheim ein Heimatmuseum eingerichtet, in dem auch Fundstücke aus der Römerzeit ausgestellt sind.
Eine Abteilung des Archäologischen Museums in Frankfurt ist den Funden aus Nida gewidmet. Hier ist besonders die Zahl an Steindenkmälern beachtenswert, die Einblicke in das Leben einer Zivilstadt zulässt. Der Nidacorso im Nordwestzentrum verweist auf die vormalige Siedlung an gleicher Stelle. Eine römische Türschwelle ist heute noch am Eckhaus Wenzelweg/In der Römerstadt sichtbar, da sie als Abstandhalter zum Schutz der Hausecke vor abbiegenden Fuhrwerken in den Fuß des Gebäudes integriert wurde. Zwei römische Töpferöfen wurden nahe dem Nordwestzentrum am Heddernheimer Steg an der Böschung zur Rosa-Luxemburg-Straße restauriert. Ferner hat sich noch ein kleiner Rest des Walles der Ostumwehrung von Nida vor dem Haus „Am Forum“ Nr. 29 erhalten sowie ein Brunnen am Fußweg unterhalb der Ringmauer. Außerdem erinnern zahlreiche Straßennamen an die römische Vergangenheit des heutigen Frankfurter Stadtteils. Ein archäologischer „Rundweg“ mit 12 Stationen erläutert mittels einiger Tafeln die römische Vergangenheit.
In den letzten Jahren fanden gelegentlich kleinere Grabungen in Heddernheim statt. Größere Flächengrabungen sind aufgrund der Überbauung selten. Der weitaus größte Teil der antiken Siedlung gilt als zerstört oder überbaut. Vor dem Nordtor der römischen Stadt wurde 2014/2015 zwischen Erich-Ollenhauer-Ring, Titusstraße und Rosa-Luxemburg-Straße ein größeres Areal nahe der Straßenböschung freigelegt, das bis in die jüngere Zeit unbebaut blieb und die Bereichswache 21 der Frankfurter Feuerwehr aufnimmt. In der Nähe zu den bereits vor längerer Zeit restaurierten Töpferöfen wurden römische Gräber entdeckt.
Im Bereich „In der Römerstadt 120–134“ in Heddernheim nahe der Römerstadtschule nördlich der Römerstadt, wo die Bebauung zerstreuter ist, wurden ab September 2021 auf einer Fläche von 9000 Quadratmetern der zentrale Kultplatz Nidas entdeckt und zirka zehn Tonnen an archäologischen Fundstücken geborgen. Auch wurden sieben Töpferöfen, eine römische Fußbodenheizung, eine städtische Latrine, ein Brunnen, Zisternen sowie Fundamente von Häusern (darunter zwei 500 Quadratmeter große, wahrscheinlich zweistöckige Kommunalbauten) freigelegt. Eisengeräte, Gewandnadeln, Glasscherben, Knochen, Münzen, Schmuck, Ziegelbruchstücke, vollständig erhaltene Tongefäße sowie eine Unmenge an Tonscherben harren seitdem in 662 Kisten der Nachbearbeitung durch die Fachwelt und sollen teilweise später in der Nähe der jetzt dort entstehenden acht Wohngebäude ausgestellt werden. Ein „Kultkeller“ und ein gut erhaltener Töpferofen sollen sogar in den Neubau integriert werden.

## Kastelle

### Alenkastell (A)
Das Alenkastell, oft auch Steinkastell genannt, wurde 1896 von Georg Wolff entdeckt. Im Limeswerk erhielt es die Nummer 27. Wolff ergrub die Kastellumwehrung und einen Teil des Stabsgebäudes (principia). Grabungen von 1957 bis 1959 im Nordteil wiesen zwei Vorgängerbauten in Holz-Erde-Bauweise nach. Dies wurde durch drei Bauphasen der Mannschaftsbaracken belegt. Die letzte Holzbauphase wurde durch einen Brand zerstört, was möglicherweise mit dem Aufstand des Lucius Antonius Saturninus im Jahre 89 zusammenhängt. Das Steinkastell schloss eine Fläche von 186 × 282 m ein und besaß neben den vier Toren 30 Türme. Die Mauer bestand aus Basaltbruchsteinen, denen Sandsteinquader vorgeblendet waren. Vor der Mauer befand sich an allen Seiten ein doppelter Spitzgraben. Das Kastell war mit dem Haupttor (porta praetoria) nach Süden zur Nidda hin orientiert. Als Innenbebauung wurde weiterhin ein größerer Werkstattkomplex (fabrica) nachgewiesen.
Die mit 5 ha relativ große Anlage diente vermutlich mehreren Einheiten als Garnison. Auf 16 Inschriften und Grabsteinen sind folgende Truppen erwähnt:
- Ala I Flavia Gemina[21]
- Cohors XXXII Voluntariorum Civium Romanorum[22]
- Cohors IV Vindelicorum[23]

Da die 32. Freiwilligenkohorte römischer Bürger ab 90 n. Chr. im Kastell Ober-Florstadt belegt ist, war das Kastell vermutlich für eine Reiter- und Infanterieeinheit gemeinsam konzipiert. Die 4. Vindelikerkohorte könnte diese abgelöst haben. Sie ist später als Besatzung des Kastell Großkrotzenburg belegt.

### Kastell B
Beim 1903–1906 ausgegrabenen Holz-Erde-Lager B handelt es sich um einen Annex an das Steinkastell A. Sein Spitzgraben knickt in den äußeren Graben des Steinkastells stumpfwinklig ab. Es besaß eine Fläche von 80 × 292 m, das einzige nachgewiesene Tor befand sich an der Ostseite in Verlängerung der via principalis des Steinkastells und war ein Holzbau mit zwei Durchgängen. Des Weiteren konnte im Inneren ein größeres Gebäude durch Pfostengruben nachgewiesen werden, das als Magazinbau gedeutet wurde.
Lager B ist damit das jüngste aller Heddernheimer Holz-Erde-Kastelle. Es wurde zusammen mit dem Alenkastell nach 103 n. Chr. aufgegeben.

### Kastell C
Vom Kastell C konnte 1901 bis 1908 nördlich des Alenkastells eine 420 m lange Südseite sowie die 280 m lange Westseite nachgewiesen werden. Vor dem westlichen Tor befand sich ein 16,50 m langer vorgelagerter Spitzgraben (titulum). Von dem Tor zweigte ein weiterer Spitzgraben in Richtung der Südostecke ab, sodass sich eine unsymmetrische Dreiecksform ergäbe. Die Nord- und Ostflanke des Kastells konnte nicht nachgewiesen werden.
Kastell C gilt deshalb als provisorisches oder durch eine reduzierte Truppe genutztes, kurzzeitiges Lager. Dafür würde sprechen, dass seine Lage auf die spätere Wegführung der vor dem W-Tor verlaufenden Römerstraßen keinerlei Bezug nimmt.

### Kastell D
Von Kastell D konnte seit 1910 der westliche (Länge 400 m) und südliche Graben (130 m) mit Tor sowie die Südwestecke ergraben werden. Der südliche Graben war im Grabenbereich des Alenkastells nicht mehr nachweisbar. Der westliche Graben mündete nach einer kleinen Richtungsänderung in den westlichen Graben von Lager C ein. Daraus wird deutlich, dass Kastell D vor dem Alenkastell A, jedoch nach dem Kastell C bestanden haben muss. Wolff nahm an, dass D aufgrund der Lage um das Alenkastell herum als Baulager gedient haben könnte. Es zeichnet sich eine schnelle Abfolge der einzelnen Kastelle in der frühen Okkupationsphase unter Kaiser Vespasian ab.

### Kastelle E und F
Nordöstlich von Lager C konnte Wolff zwei Spitzgrabenprofile in zwei Ziegeleien beobachten. Möglicherweise gehören diese zu einem weiteren Lager E.
Die nordwestliche Ecke des Lagers F wurde 1925–1926 von Friedrich Gündel auf dem Gelände des Christlichen Friedhofs in Heddernheim entdeckt. Gündel vermutete ein fast quadratisches Lager von 100 bis 110 m Seitenlänge. Keramikfunde aus dem Spitzgraben und dem Palisadengräbchen datierten es in domitianische Zeit.

### Kastell G
Vom Lager G wurden mehrere Spitzgräben in den 1960er Jahren bei den Baumaßnahmen für die Nordweststadt entdeckt. Zunächst konnte der nördliche Graben in etwa 80 m Entfernung zur späteren Stadtmauer auf einer Länge von 260 m verfolgt werden. Ein zugehöriger parallel verlaufender südlicher Graben konnte 1961 in 160 m Entfernung nachgewiesen werden. Während die östliche Begrenzung unbekannt bleibt, konnte als westliche Begrenzung ein Spitzgraben in einer Baugrube der Ernst-Kahn-Straße festgestellt werden. Das Kastell hätte damit eine Fläche von mindestens 4 ha eingenommen.
Am südlichen Graben wurden einige Backöfen ausgegraben. Funde von Terra Sigillata deuten vorsichtig auf eine frühere Datierung als das Alenkastell A hin.

### Kastelle H, J und K
Beim Bau einer Wasserleitung konnten 1929 in der Bernadottestraße zwei zusammenhängende Spitzgräben entdeckt werden. Möglicherweise gehört zu diesen ein in 140 m Entfernung parallel verlaufender Graben, der in der Straße Im Weimel beobachtet wurde. Beide erbrachten Scherben des 1. Jahrhunderts n. Chr. und gehörten vermutlich zu einem weiteren Kastell H.
Ein weiterer Spitzgraben wurde 1963 in der Baugrube In der Römerstadt 182–188, 102 m westlich der Vicusbebauung entdeckt. Er konnte über 14 m verfolgt werden und gehört vermutlich zu einem weiteren Kastell J.
Im Jahr 1929 konnte die Südecke eines Spitzgrabens in der Straße Alt-Praunheim beobachtet werden, der als Teil eines Lagers K angesehen wird. Der Graben enthielt keinerlei datierende Funde.

### Praunheimer Lager (L)
Nördlich der Heerstraße (früher Elisabethenstraße) konnte in den Gruben einer Ziegelei 1905 das sogenannte Praunheimer Lager (L) entdeckt werden. Seine Größe ist mit 270 × 340 m komplett erfasst worden. Datierende Funde gibt es aus dem Praunheimer Lager nicht. Aufgrund der Lage an der Straße nach Hofheim und Mainz wird es ebenfalls in die frühe Besatzungszeit gehören.

## Zivilsiedlung

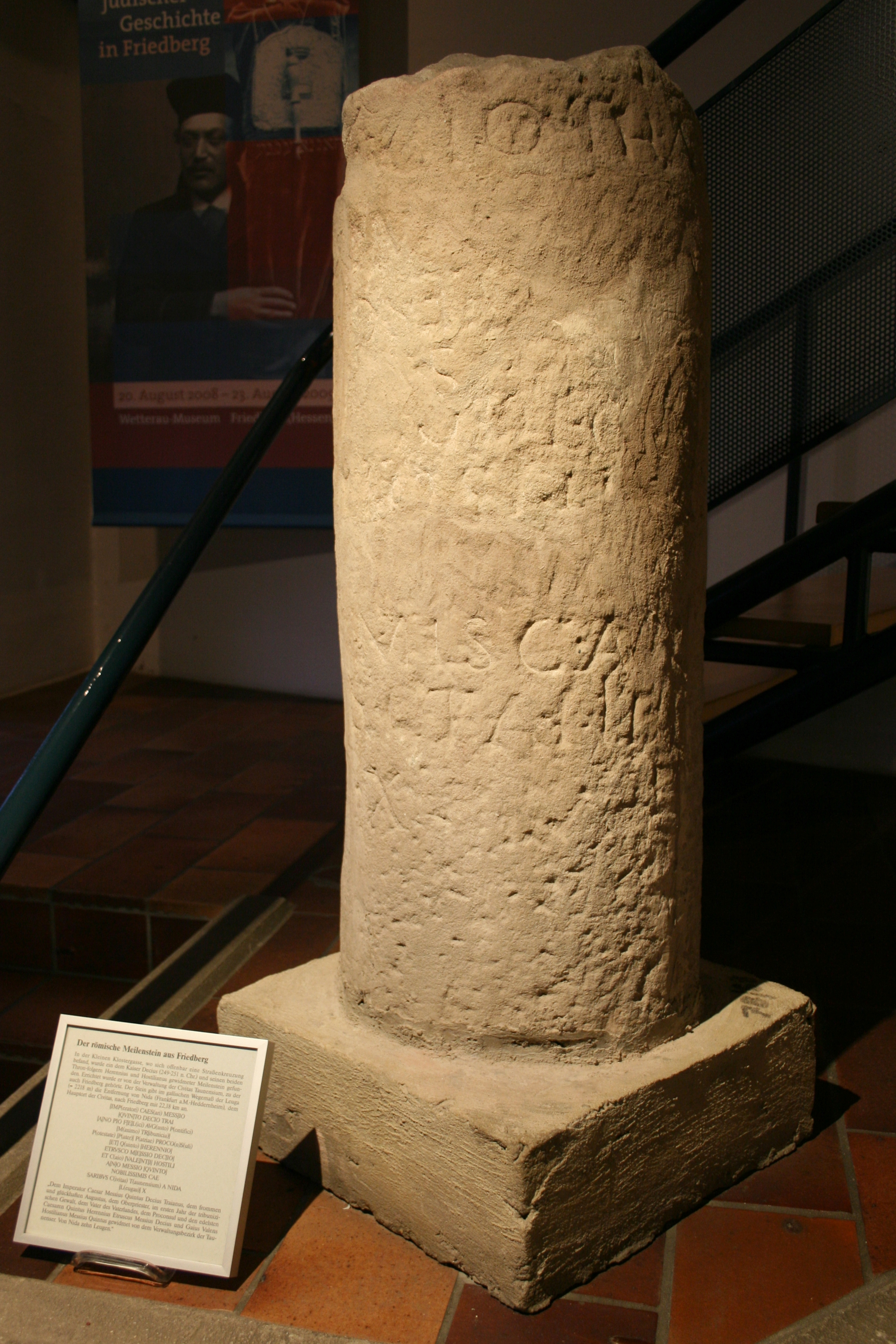
Leugenstein der Civitas Taunensium aus Friedberg im Wetterau-Museum. Der Stein gibt die Entfernung nach Nida mit 10 Leugen an (a Nida [l(eugas)] X).

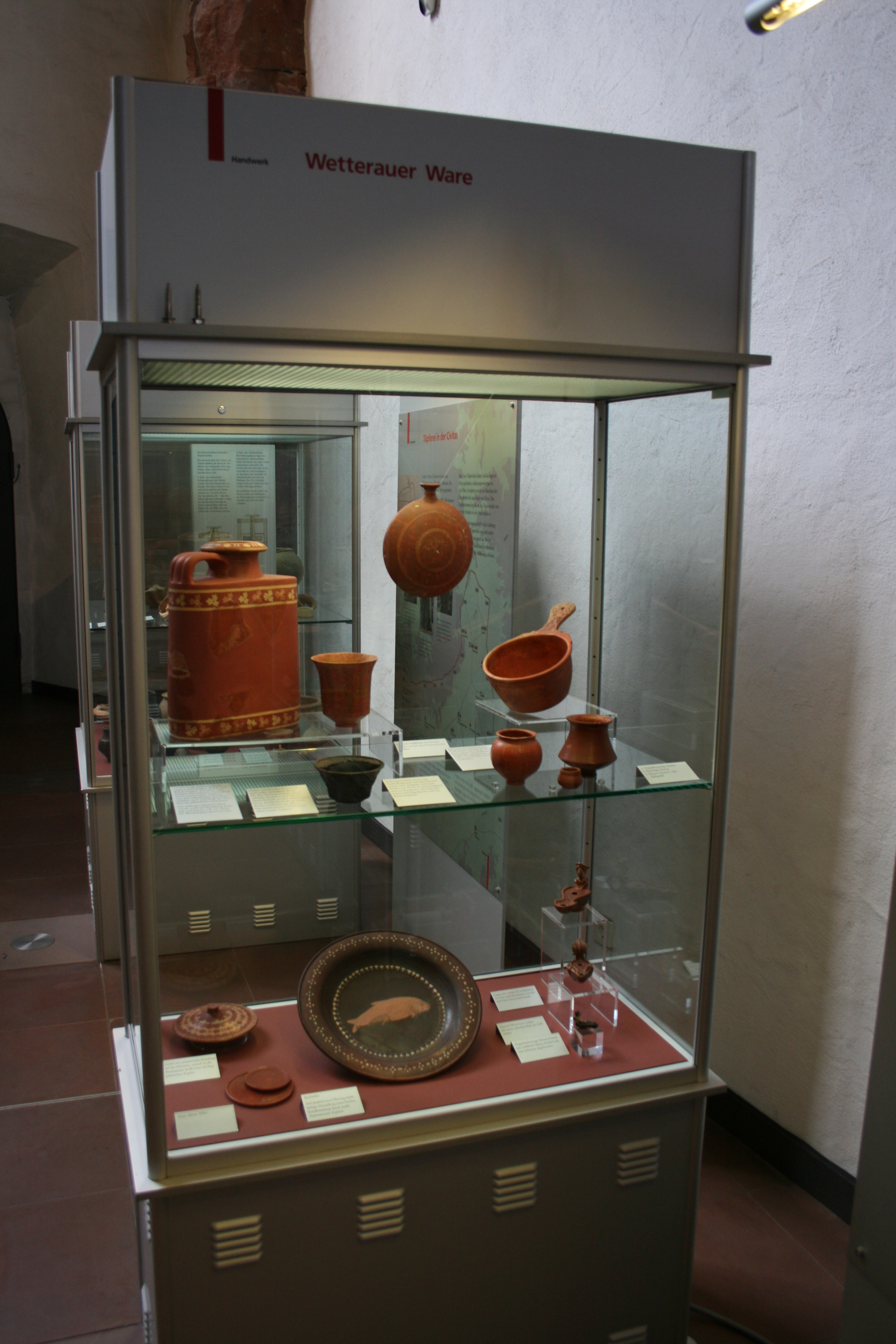
Sogenannte „Wetterauer Ware“, eine Terra-Sigillata-Imitation aus dem Rhein-Main-Gebiet im Archäologischen Museum Frankfurt

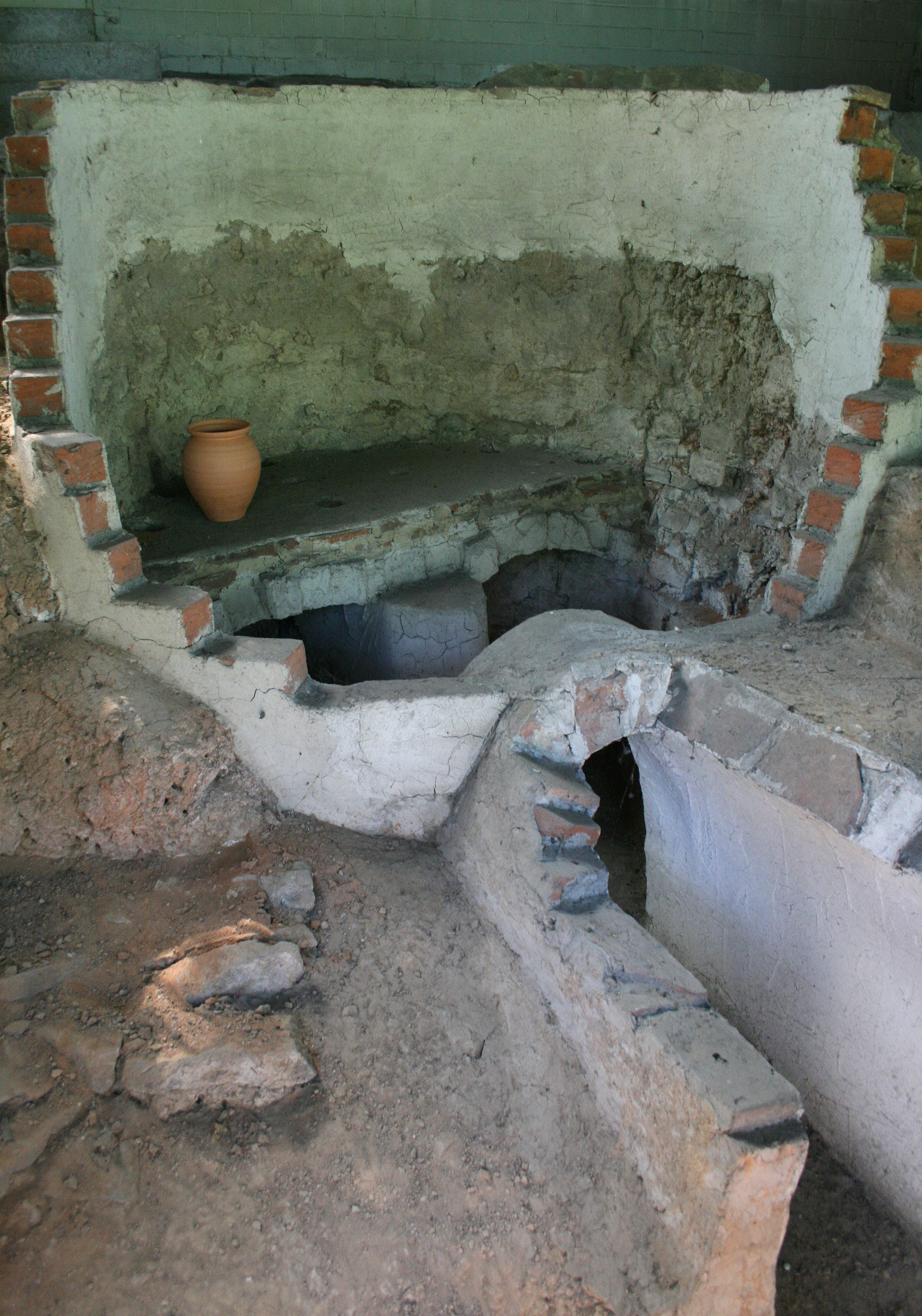
Restaurierter Ofen mit runder Grundfläche im Schutzbau an der Rosa-Luxemburg-Straße

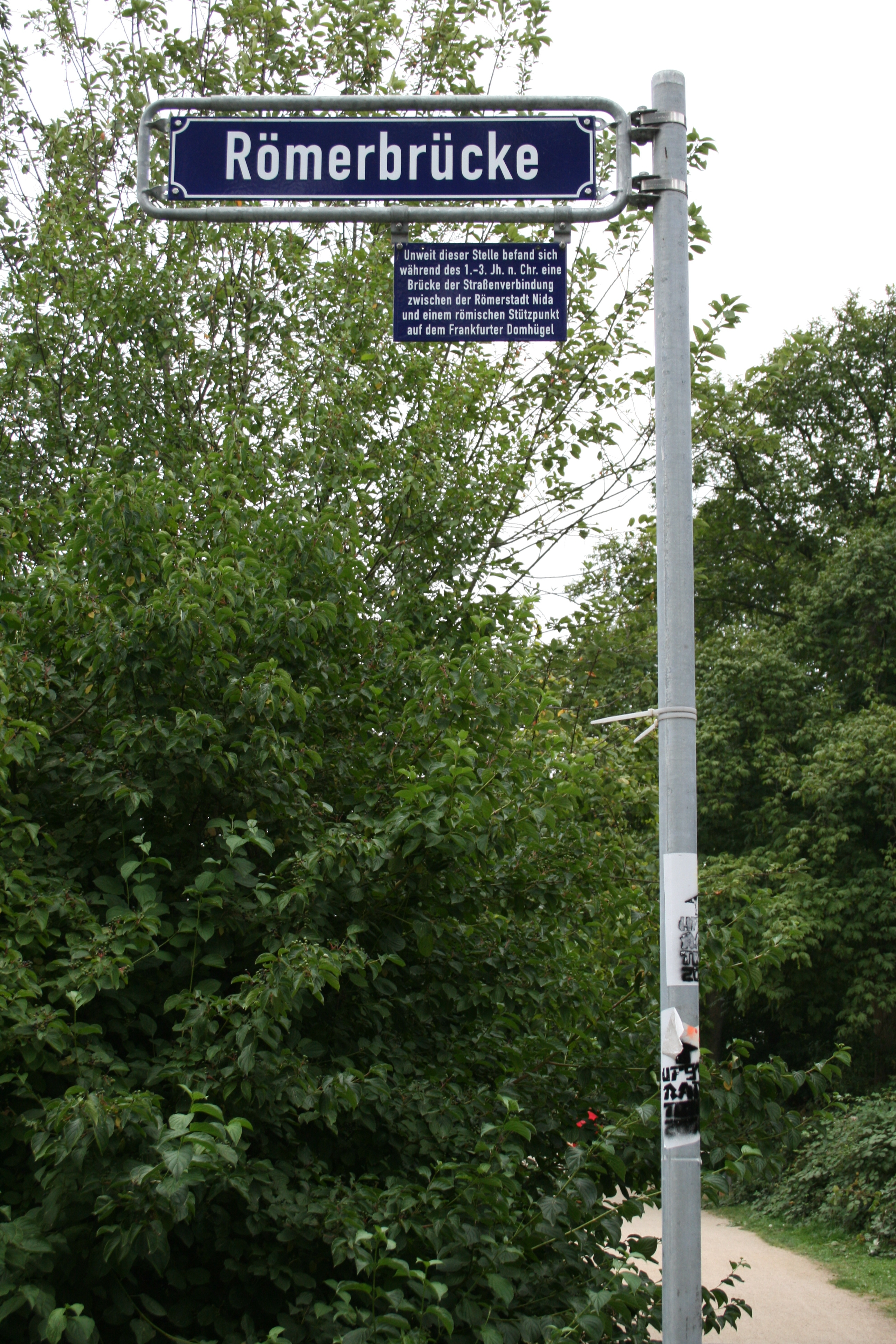
Ein Schild weist heute auf die Existenz einer Holzbrücke über die Nidda in römischer Zeit hin.

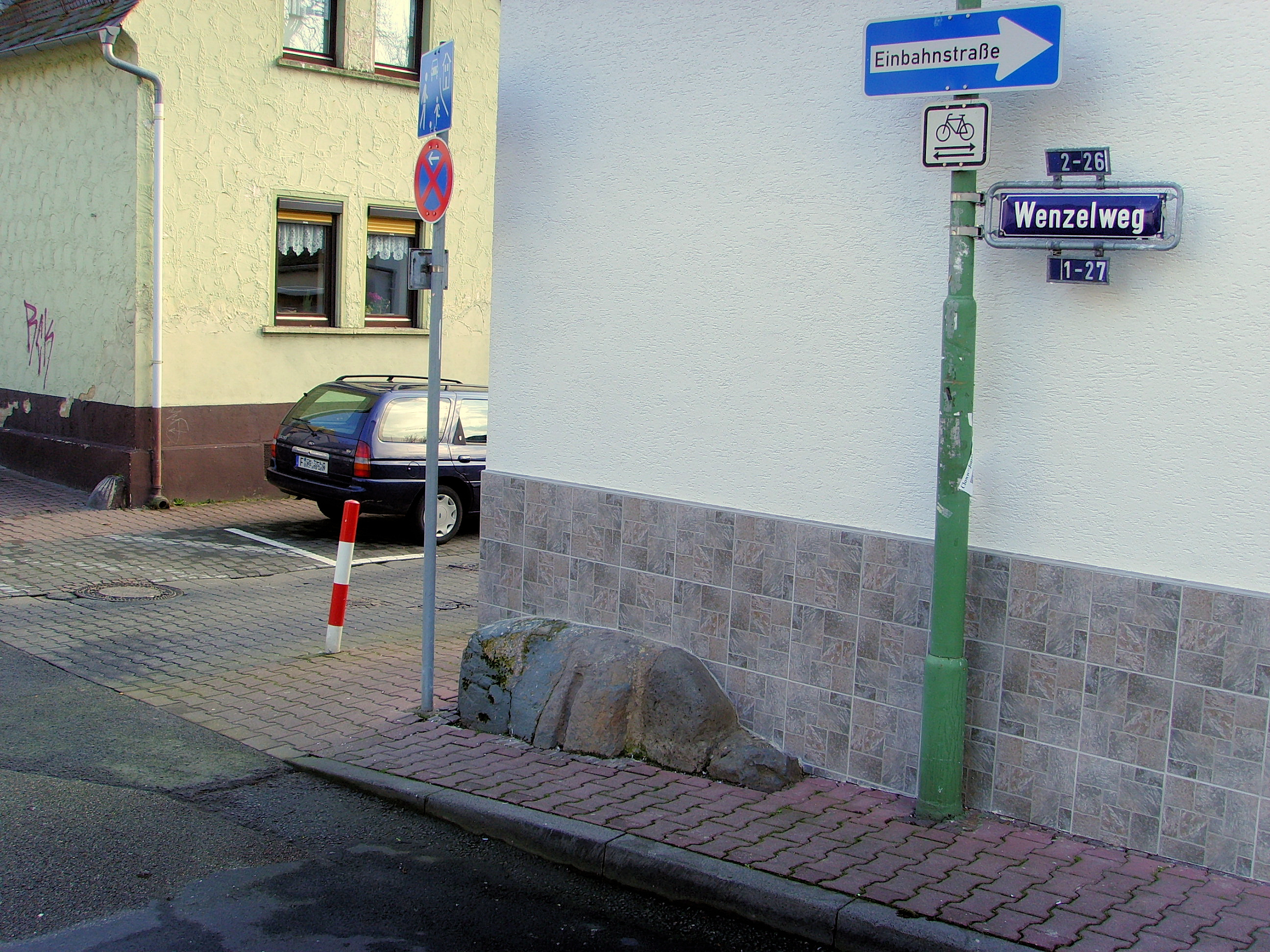
Eckhaus Wenzelweg/In der Römerstadt mit römischer Türschwelle

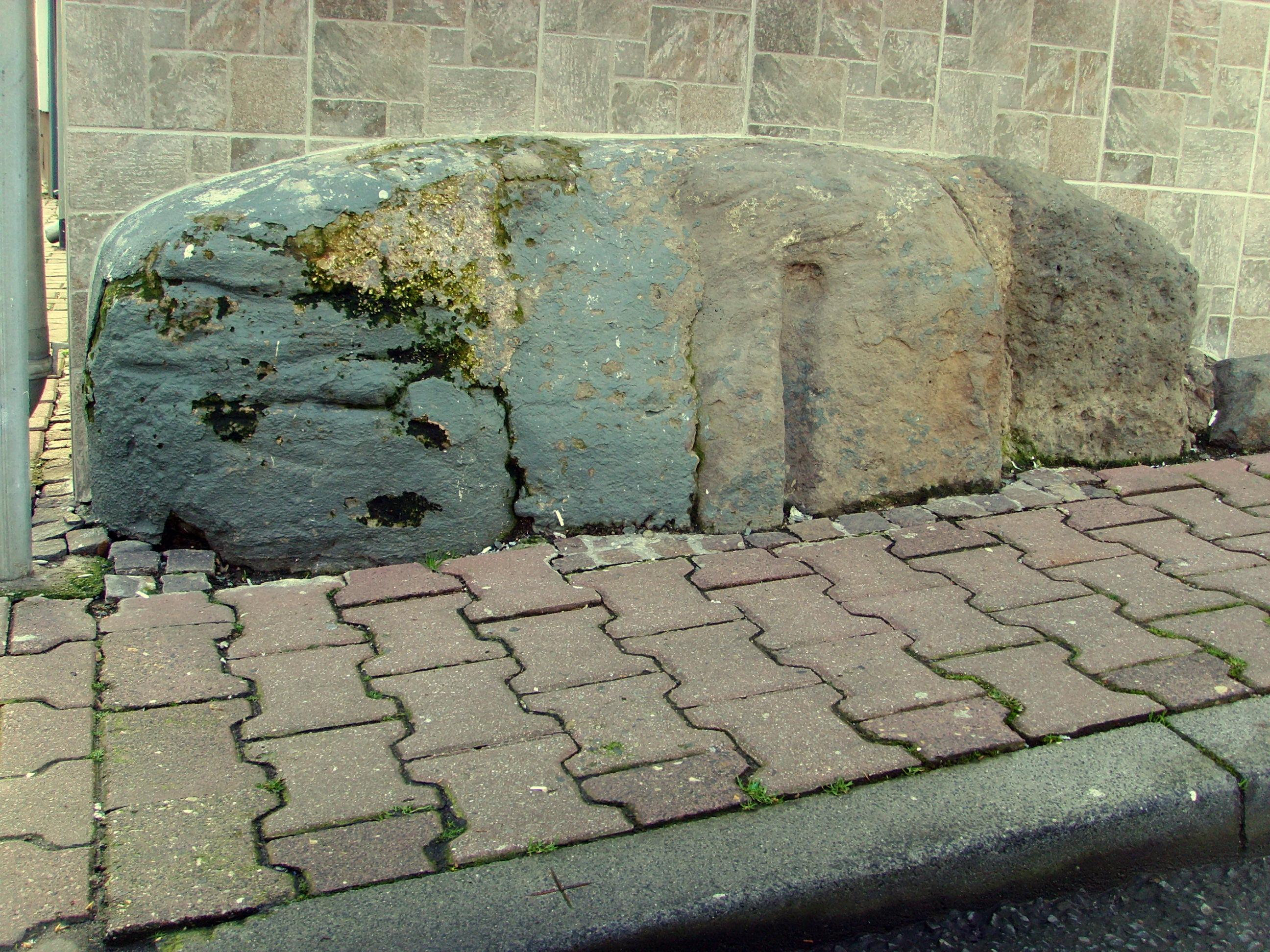
Römische Türschwelle

### Rechtsstatus, Bevölkerung und Zivilverwaltung
Als Stadt im Grenzland des Imperium Romanum hatte Nida niemals den Status einer regulären römischen Stadt (colonia oder municipium). Im Gegensatz zu vielen übrigen Dörfern der Region erreichte Nida aber den Status eines Civitas-Hauptortes, wahrscheinlich gegen Ende der Regierungszeit Kaiser Trajans oder zu Anfang der Regierung Hadrians. Die Bewohner waren damit zumeist Provinziale ohne römisches Bürgerrecht; vereinzelt werden sich Veteranen niedergelassen haben, die das Bürgerrecht nach Ableistung ihres Militärdienstes erhielten.
Auch wenn die Civitates meist auf Stammesgemeinschaften zurückgingen, scheint die Civitas der Taunensier sich auf einen geographischen Begriff, der bereits vorher schon geläufig war, zu beziehen. Für die Wetterau ist vor der Ankunft der Römer keine intensive Besiedlung archäologisch nachgewiesen. Nahe gelegene keltische oppida – wie das Heidetränk-Oppidum – sind bereits wesentlich früher, wahrscheinlich um 50 v. Chr. aufgegeben worden. Die Bevölkerung wird neben den wenigen Germanen, die im Fundmaterial greifbar werden, vor allem aus teilweise romanisierten Zuwanderern aus dem keltisch geprägten Gallien bestanden haben, was auch durch eine Aussage in der Germania des Tacitus über die Bewohner des Dekumatlandes gestützt wird. Im Fundmaterial der Römerstadt Nida lässt sich das etwa an der Keramik oder den Fibeln erkennen. Weitere Belege für eine gallorömische Bevölkerung liegen in Form von Götternamen und -darstellungen sowie dem Namensmaterial der Weihinschriften vor.
Angaben zur Bevölkerungszahl werden in der Literatur weitgehend vermieden. In Heddernheim dürfte das vor allem daran liegen, dass die städtischen Wohnquartiere und die Gräberfelder nur teilweise bekannt sind. Auch fehlen konkrete Anhaltspunkte zur Zahl der Bewohner eines typischen Vicus-Gebäudes. Mit etwa 45 ha später ummauerten Areals gehörte Nida zu den größeren Civitas-Hauptorten rechts des Rheins. Anzunehmen wäre eine Einwohnerzahl im hohen dreistelligen oder niedrigen vierstelligen Bereich.
Obwohl es sich bei dem Fluss- und dem wohl daraus abgeleiteten Ortsnamen Nidda/Nida um einen sehr alten Namen handelt, kann auch dieser keiner genauen Herkunft zugeordnet werden. Er ist auf zahlreichen Inschriften belegt, etwa auf einem Leugenstein aus Friedberg (a Nida [l(eugas)] X), der Heddernheimer Dendrophoreninschrift, sowie vermutlich zwei Weiheinschriften aus Mainz-Kastel. In der Dendrophoreninschrift werden ausdrücklich der Vicus Nida und die Bewohner als Vicani Nidenses genannt.
Als Sitz des Verwaltungsbezirks und Vorort der Civitas Taunensium war Nida ähnlich einer römischen Stadt organisiert. Eine Art „Senat“ (ordo decurionum) bestand aus den einflussreichsten Personen der Bürgerschaft, in der Regel reichen Gewerbetreibenden oder Großgrundbesitzern. Diese Ratsherren (decuriones) wählten jährlich zwei Duoviri nach dem Vorbild des römischen Konsulats. Durch die Inschriften sind diese Ämter auch in Nida belegt, nämlich der duumvir Licinius Tugnatius Publius, die sieben Dekurionen Dativius Victor, C. Paternius Postuminus, Quietius Amandus, C. Sedatius Stephanus und Stephanius Maximus, Tertinius Catullinus sowie ein Firmus. Eine weitere Inschrift nennt einen Ädil, der die Aufsicht über Markt und Gewerbe führte.
Die Bauinschrift des horreum vom Kastell Kapersburg nennt als Einheit des Kastells einen Numerus Nidensium. Die Einheit wurde dem Namen nach in Nida oder der Civitas rekrutiert.

### Wirtschaft und Gewerbe
Neben der Zentralortfunktion für die Lager am Limes und die Villae rusticae des Grenzlandes bestand in Nida, wie in vielen vici der Nordwestprovinzen, ein einheimisches Gewerbe, das durch Funde bestens belegt ist.
Handwerkerviertel lassen sich dabei nur schwer bestimmen. Die Funde von Schlacken und Gusstiegeln der Metallhandwerker und die Töpferöfen streuen über die gesamte Stadt, wahrscheinlich aufgrund der langsam wachsenden Strukturen, die aus dem Lagerdorf hervorgingen. Größere Töpferviertel scheint es an der nördlichen Ausfallstraße ⊙ und im Westen der Siedlung beiderseits der Ausfallstraße in Richtung Mainz gegeben zu haben.
Insgesamt sind 105 Töpferöfen in Heddernheim nachgewiesen, die allerdings auch auf die Zeit, in der das Lagerdorf und die Zivilstadt bestanden, hochgerechnet werden müssen. Hergestellt wurde vor allem Haushaltsgeschirr, aber auch Lampen, Kultgefäße und Graburnen. Besonders variantenreich war die Herstellung von verschiedenen Glanztonbechern. Eine gelegentlich vermutete Herstellung von Terra Sigillata in Nida geht auf die Fehldeutung einiger Fundstücke zurück. So ist etwa eine Rheinzaberner Formschüssel des JANVS als Vorlage zur Herstellung von Imitationen verwendet worden. Als Nachahmung gilt auch die regional verbreitete, sogenannte Wetterauer Ware, meist dünnwandige, rotbemalte Gefäße, die in Nied oder Heddernheim hergestellt wurden.
Weiterhin sind die Berufe Maurer, Zimmermann, Schmied, Schlosser, Möbelschreiner, Knochenschnitzer, Maler, Bronzegießer, Bronze-, Gold- und Silberschmied, Steinmetz, Schuhmacher, Metzger, Barbier und Arzt vorwiegend durch Werkzeugfunde belegt. Die Funde lassen einen Schwerpunkt bei den Buntmetall verarbeitenden Berufen erkennen. Schwerpunkte im Bereich des Töpfergewerbes, der Beinschnitzereien oder der Metallverarbeitung können aber auch mit guten Erhaltungsbedingungen der Funde zusammenhängen, die bei anderen Berufen nicht gegeben sind.
Neben diesen für eine kleine römische Stadt sehr typischen lokalen Produktionen ist der Handel mit Importgütern durch Funde zahlreich belegt. Terra Sigillata wurde zunächst aus südgallischen Töpfereien wie La Graufesenque bezogen, in späterer Zeit dominieren aufgrund der günstigen Transportwege ostgallische Manufakturen wie Trier (Augusta Treverorum) oder Rheinzabern (Tabernae). Geschirrhändler sind durch mehrere geschlossene Fundkomplexe gut belegt. In einem Keller nördlich des Forums fand man bei Grabungen 1961–1962 mindestens 45 fabrikneue, zerscherbte Näpfe der Form Dragendorff 33. Im Keller eines großen, vermutlich zweigeschossigen Wohn- und Ladengebäudes westlich des Forums fanden sich ebenfalls große Massen von Sigillata-Gefäßen.
Durch Amphorenfunde sind vor allem Importe südspanischen Olivenöls geläufig, daneben Weine aus Gallien und ebenfalls meist südspanische Fischsaucen (garum). Zu den durch Fundstücke dokumentierten Importwaren zählen weiterhin Gläser aus Oberitalien, Gallien und dem vorderen Orient, Bronzearbeiten (vorwiegend Statuetten und Gefäße) aus gallischen und italischen Werkstätten, figürliche Terrakotten aus Mittelgallien, Trier und Köln, Votivsteine aus den Donauprovinzen, Marmor und Kalkstein für Inschriften und Bauornamentik, Bernstein und Edelsteine zur Schmuckherstellung, Farbpigmente und Austern, die in Salzlake eingelegt, von der Atlantikküste importiert wurden. Aufgrund schlechter Erhaltungsbedingungen kaum nachweisbar ist der Handel mit Stoffen, Fellen, Leder, Hölzern, verschiedenen Nahrungsmitteln, Parfümerien, Weihrauch, Gewürzen, exotischen Tieren und Sklaven. Funde von Gewichten aus Blei, Eisen, Bronze und Stein sowie verschiedener Waagen sind ebenfalls als Indizien für den Handel zu werten.

### Straßen
Der Straßenzug In der Römerstadt/Heerstraße folgt noch heute im Wesentlichen dem Verlauf einer befestigten, schnurgeraden Römerstraße, die auch die Hauptachse des antiken Nida bildete. In Höhe der Häuser In der Römerstadt 145 bis 165 sind – nur wenige Meter vom heutigen Gehsteig entfernt – Pflastersteine und Keller aus dieser Epoche erhalten geblieben, ferner die Reste eines farbigen Freskos aus dem 2. Jahrhundert. Das Lagerdorf, wo sich Gastwirte, Händler, Schiffer und die mit den Soldaten ziehenden Frauen niederließen, entwickelte sich westlich des Kastells entlang dieser Ausfallstraße, die aufgrund eines Inschriftenfundes in der Forschung traditionell als platea novi vici („Straße der Neustadt“) bezeichnet wurde. Weiter nördlich, etwa entlang der heutigen Haingrabenstraße, verlief eine zweite Ost-West-Straße, die man anhand einer weiteren Inschrift lange als platea praetoria („Hauptstraße“) bezeichnete. Bei den beiden Inschriften, aus denen die Straßennamen bekannt sind, handelt es sich um Weihaltäre für die Genien (Schutzgeister) der jeweiligen Straßen. Mittlerweile konnte jedoch nachgewiesen werden, dass die südliche der beiden Ost-West-Straßen die ältere war und bis nach Mogontiacum, das heutige Mainz, führte (später als Elisabethenstraße bezeichnet). Da die Fundumstände der beiden Weihaltäre relativ unklar sind, ist es deshalb wahrscheinlich, dass die beiden Straßennamen genau umgekehrt zu rekonstruieren sind wie in der Forschung lange üblich: Die südliche Straße wäre demnach die platea praetoria, die nördliche die plaeta novi vici.
Nida war neben der Elisabethenstraße nach Mainz Ausgangs- und Kreuzungspunkt zahlreicher weiterer Römerstraßen. Unmittelbar nördlich des heutigen Eschersheimer Schwimmbads, in Höhe des „Bubelochs“ sowie südwestlich des Theaters gab es römische Holzbrücken über die Nidda. Die Straßen führten von dort aus nach Bergen bzw. zur Römischen Niederlassung auf dem Frankfurter Domhügel und weiter zum benachbarten Civitas-Hauptort Dieburg; infolge der Begradigung des Flusses entspricht der heutige Verlauf der Nidda allerdings nicht mehr demjenigen in römischer Zeit. Entlang der Nidda gelangte man zu den Thermen bei Bad Vilbel. Im Norden war Nida an zahlreiche Kastellorte wie Okarben, Friedberg, Kastell Saalburg und Kastell Kleiner Feldberg angebunden. Eine weitere Nebenstraße verlief in Verlängerung der Straße vor den Westthermen („Thermenstraße“) nach Süden. Die Straßen der Stadt besaßen eine Kiesdecke. So ist für die nördliche Ost-West-Straße (traditionell platea praetoria) eine 70 cm starke Kiesschüttung nachweisbar.

### Wohnbauten
Wie in den meisten römischen Vici der Nordwestprovinzen waren die Wohnhäuser der Stadt Nida überwiegend Streifenhäuser. Diese konnten besonders zahlreich entlang der südlichen Straße (traditionell platea novi vici) ausgegraben werden. Die in Nida zwischen 5 und 11 m breiten und bis zu 40 m langen Häuser grenzten mit ihrer schmalen Giebelseite direkt an die Straße, wo meist eine mit den Nachbarhäusern gemeinsame Portikus vorgeblendet war. Ebenfalls im vorderen Hausbereich befand sich ein Keller, der zur Vorratshaltung genutzt wurde, wie Standspuren von Regalen und Amphoren belegen.
Eine Raumaufteilung der Streifenhäuser ist nicht nachgewiesen. Anzunehmen wären Läden, Werkstätten oder Gaststuben im vorderen Teil des Hauses, Lagerschuppen und Brunnen im hinteren Grundstücksbereich. In der letzten Siedlungsphase des 3. Jahrhunderts besaßen die Streifenhäuser einen steinernen Sockel und Wände aus Fachwerk. Die Dächer waren mit Schiefer gedeckt.
Einige wenige Häuser weichen von diesem Bautyp ab und waren etwas großzügiger gestaltet. Nach seiner Lage über den verfüllten Gräben des Alenkastells wurde das Wallgrabenhaus benannt. Das Gebäude mit einer Grundfläche von 9,50 × 17 m besaß sechs Wohnräume und eine zweigeteilte Vorhalle. Der Keller befand sich im hinteren Hausbereich. Weitere aufwendigere Privathäuser der vermögenden Schichten fanden sich abseits des Zentrums. Manche besaßen Innenhöfe mit Säulengängen. Allerdings wurden von diesen keine nach modernen Methoden ausgegraben.
Im weiteren Umfeld der Stadt ist eine Verdichtung der Villen nachweisbar. In direkter Nähe der Stadt können nur drei bis vier Anlagen als solche angesprochen werden. Darunter befindet sich die sogenannte Praunheimer Villa, die 1898–1904 von Georg Wolff 450 m westlich der Stadt ausgegraben wurde, sowie die Villa Philippseck. Letztere befand sich 200 m östlich und wurde zusammen mit einem Rittersitz des 16. Jahrhunderts von F. Gündel ausgegraben. Der aufwendige Baukörper mit markanten Eckrisaliten wird auch als villa urbana bezeichnet.

### Forum
Im spitzen Winkel zwischen der platea praetoria und der platea novi vici vor dem Westtor des Kastells wurde nach Aufgabe des Kastells und einer vermutlichen Reduzierung des Lagerdorfs das Forum der Stadt erbaut, um das sich später wichtige Gebäude gruppierten. Die Dreiecksform ist für solche Anlagen selten, ganz in der Nähe liegt aber eine Parallele im dreieckigen Platz des Kastellvicus am Kastell Zugmantel vor. Die Fläche des Forums in Nida betrug etwa 17.500 m².
Neben der Funktion als Markt- und Versammlungsort besaßen Foren römischer Städte üblicherweise eine Gerichtshalle (basilica), Regierungsgebäude (curia) und meist einen größeren Tempel. Gut dokumentierte Beispiele solcher Anlagen in Rechteckform gibt es in Augst (Augusta Raurica), Kempten (Cambodunum) und Ladenburg (Lopodunum). Über das Heddernheimer Forum ist wenig bekannt, da das Areal nicht großflächig untersucht wurde. Ein Rechteckbau von 8 × 10 m könnte möglicherweise zur Substruktion eines Podiumstempels gehören. Funde von Steindenkmälern aus einem benachbarten Brunnen sind ebenfalls den öffentlichen Gebäuden zuzurechnen.
Um das Forum gruppierten sich wichtige öffentliche Gebäude. Westlich davon lagen die Westthermen, südlich der Hallenbau und das Praetorium mit Ostthermen. Im Norden grenzte ein großes Gebäude mit einer Front von 25 m an das Forum, das als Magazin gedeutet wird.

### Praetorium
Das öffentliche Unterkunftshaus im Südosten der Siedlung gehört zu den am besten ergrabenen Gebäuden. Es befand sich südlich der großen Straßenkreuzung. Die 62 nachgewiesenen Räume gruppieren sich um einen zentralen Innenhof. Eine Zweigeschossigkeit wird vermutet. Östlich grenzte ein weiterer von einer Portikus umschlossener Hof (palaestra) sowie die Ostthermen an. Ein Hof und Stallgebäude südlich der Anlage dürften zur Aufnahme von Wagen und Zugtieren gedient haben. Zur Straße war das Gebäude repräsentativ mit einer weiteren Portikus gestaltet. Die ganze Anlage besaß eine Größe von 43 × 70 m.

### Thermen
Direkt östlich des Praetoriums schlossen sich die großzügig ausgestatteten Ostthermen mit einer Größe von 36 × 64 m an. Hinweise auf die Ausstattung geben Funde von quadratischen Ziegelplättchen, farbigem Wandverputz und steinerne Architekturfragmente. Hinter der an das Praetorium angebauten palaestra gliederten sich die Badetrakte (frigidarium, caldarium, tepidarium) entlang eines axialen Mitteltraktes. Umkleideräume, das Kaltwasserbecken, das Schwitzbad (sudatorium) sowie Toiletten mit Wasserspülung waren seitlich angebaut.
Da die Ostthermen einen eindeutigen baulichen Bezug zum Praetorium aufwiesen, waren die Bürger von Nida wahrscheinlich auf ein eigenes Thermengebäude angewiesen. Diese sogenannten Westthermen entstanden an der Westseite des dreieckigen Marktplatzes. Sie wiesen eine Größe von 45 × 68 m auf, was einer für Provinzstädte üblichen Größe entsprach. Die zivile Nutzung wird durch eine doppelte Traktfolge für Männer und Frauen unterstrichen. Die palaestra mit einer Fläche von 13,6 × 20,4 m war als Innenhof gestaltet. In einer Ecke des Hofs befand sich der Unterbau für ein Steindenkmal oder eine Statue.

### Theater
Ein hölzernes Theater konnte im Süden der Siedlung nachgewiesen werden. Es ist das einzige bekannte seiner Art auf rechtsrheinischem Boden und bot etwa 1.000 bis 1.500 Personen Platz. Bei den Ausgrabungen 1929 wurde das Gebäude in die Kastellzeit Heddernheims datiert. Das Theater wurde nach Abzug der Truppen wahrscheinlich aufgegeben, da es dort nicht mehr genug Zuschauer gab.

### Tempel
Bis 2016 waren aus Nida keine sicheren Befunde von oberirdischen Tempelbauten bekannt. Gleichwohl gab es zahlreiche Hinweise auf solche Tempel durch Inschriften und andere Steindenkmäler. Statuen der Dea candida und des Mercurius negotiator können als Kultbilder von Heiligtümern angesprochen werden. Überproportional häufige Funde, die auf sogenannte Mysterienreligionen hinweisen, sind ebenfalls der Quellenlage geschuldet, die sich auf die Steindenkmäler stützt. Im Fall der unterirdisch angelegten Mithräen kommen günstige Erhaltungsbedingungen hinzu.
Erst 2016 wurde der rund 3000 Quadratmeter großen Tempelbezirk von Nida entdeckt.

#### Mithräen
Insgesamt fünf Heiligtümer des Mithraskults konnten in Heddernheim nachgewiesen werden. 1826 erlangten die Ausgrabungen im „Heidenfeld“ Berühmtheit durch die Funde von zwei Mithräen im Nordwesten des Vicus. Das dabei entdeckte drehbare Kultbild aus dem Mithräum I findet bis heute Eingang in zahlreiche Abhandlungen zum Mithraskult. Das Mithräum III wurde 1894 westlich des Praetoriums entdeckt. Die Funde dieser drei ersten Mithräen befinden sich mehrheitlich in Wiesbaden.

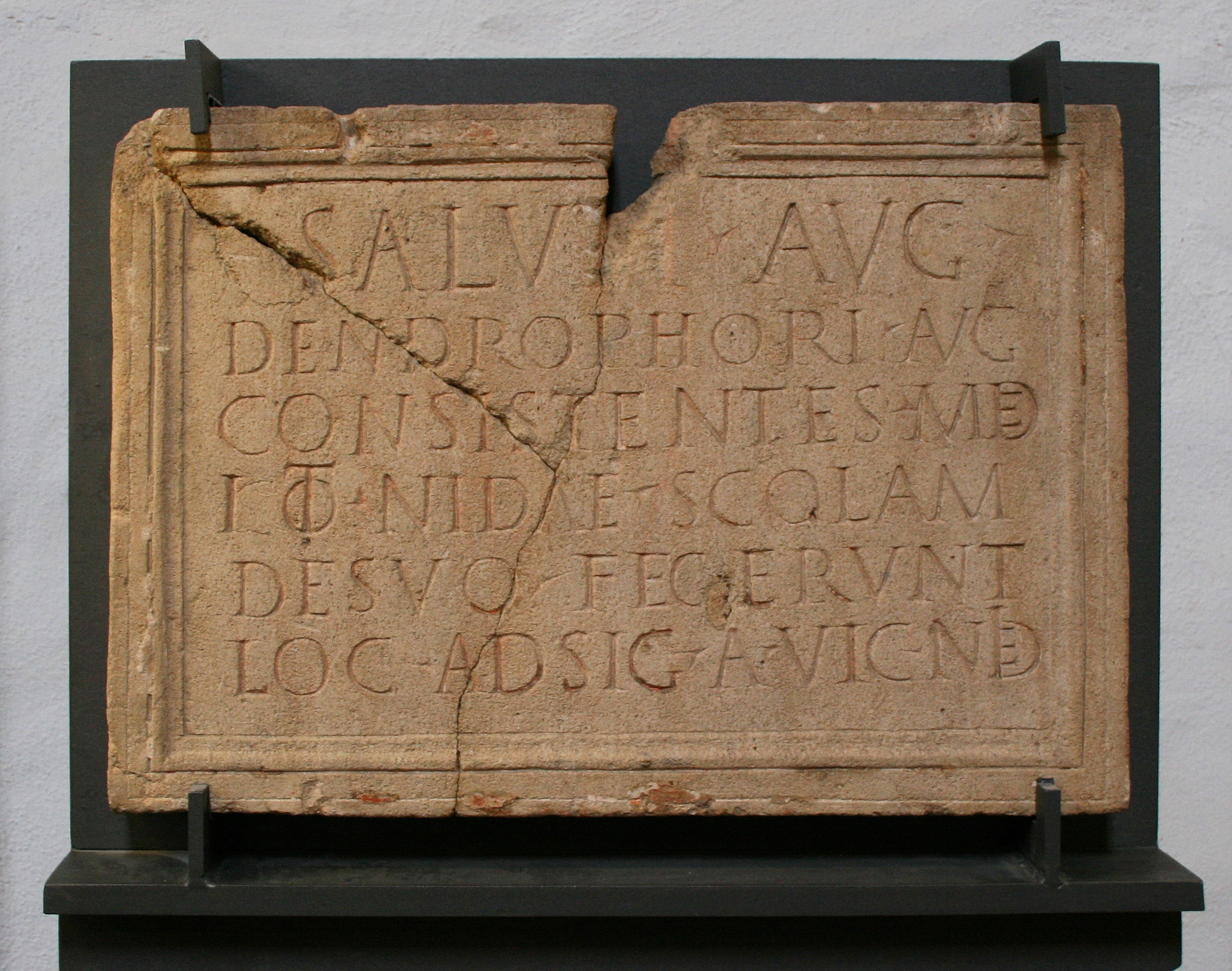
Dendrophoreninschrift aus einem Keller der Römerstadt Nida-Heddernheim im Archäologischen Museum Frankfurt am Main

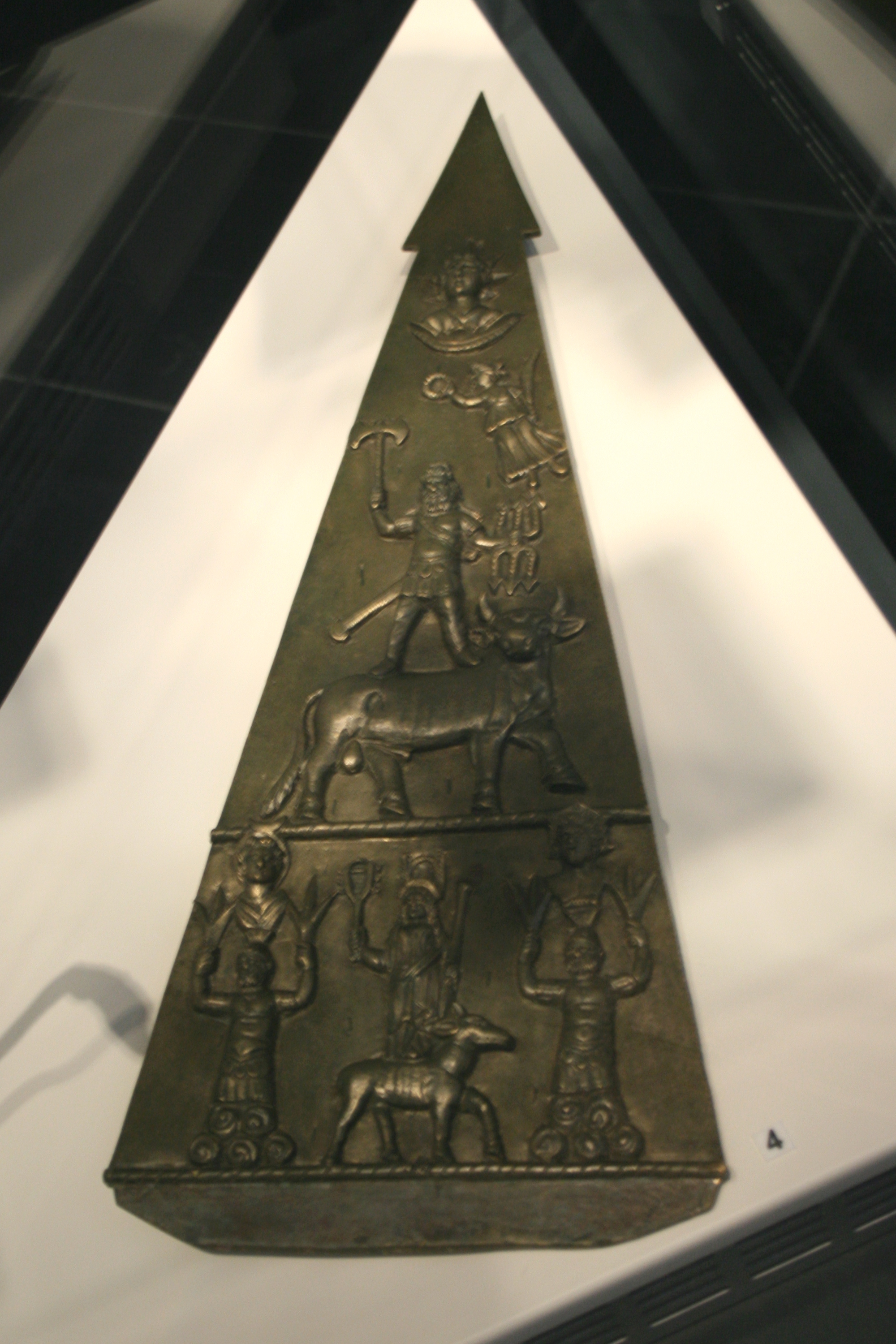
Dreieckiges Votivblech aus Bronze mit Jupiter-Dolichenus-Darstellung, heute im Bestand des Museums Wiesbaden

Das Mithräum IV befand sich südwestlich des Holztheaters. Es wurde 1926 leer aufgefunden und ist wahrscheinlich vorzeitig wegen der Anlage der nahe gelegenen südlichen Stadtmauer aufgegeben worden. Funde eines fünften Mithräums konnten in den 1960er Jahren während des Baus der Nordweststadt von privater Seite gesammelt werden, ohne dass eine Dokumentation des Fundzusammenhangs stattgefunden hätte.

#### Magna Mater / Kybele und Dendrophorenkeller
Auch die Anwesenheit des Magna-Mater- oder Kybele-Kults wird aus einer Inschrift deutlich, die deshalb als Dendrophoreninschrift bekannt wurde. Das Kollegium der dendrophori (= „Baumträger“) gehörte zu einem hohen Feiertag des Kultes. Sie brachten am 22. März einen frisch gefällten und geschmückten Baum, der ein Bildnis des Attis trug. Die Inschrift belegt die Erbauung eines Versammlungshauses (scola) aus eigenen Mitteln zusammen mit dem Kollegium aus dem benachbarten Dieburg. Das Grundstück wurde ihnen von den Bürgern von Nida zugewiesen.
Die Inschrift fand sich 1961 in einem sehr kleinen Keller im Nordwesten des Vicus. Das erwähnte Gebäude oder ein Tempel der Göttin selbst konnten nicht nachgewiesen werden.

#### Jupiter Dolichenus
Auch ein Dolichenum als Heiligtum des Iupiter Dolichenus ist nur durch Funde belegt. Es handelt sich um einen Altar, fünf silberne Votivbleche, zwei bronzene Hände, zwei Bronze-Reliefs in Dreieckform sowie eine bronzene Tabula ansata, die vermutlich als Beschriftung einer Votivgabe diente. Die Funde gelangten von privaten Findern bereits früh im 19. Jahrhundert in den Kunsthandel und wurden nach Berlin und an das British Museum in London verkauft. Der Altar und eine beschriftete Hand kamen in den Besitz der Grafen von Solms-Rödelheim. Nur wenige Teile gelangten in den Besitz der Museen in Frankfurt und Wiesbaden. Die Fundstelle wird nach Friedrich Gustav Habel direkt südwestlich des Forums vermutet.
Auf dem Gelände der neuen Römerstadtschule vermutete man jahrzehntelang den dreieckigen Marktplatz von Nida. Doch zwischen den Jahren 2016 und 2018 fand man bei Bauarbeiten einen dem Jupiter Dolichenus geweihten Weihebezirk mit mindestens fünf Tempeln.

### Stadtmauer

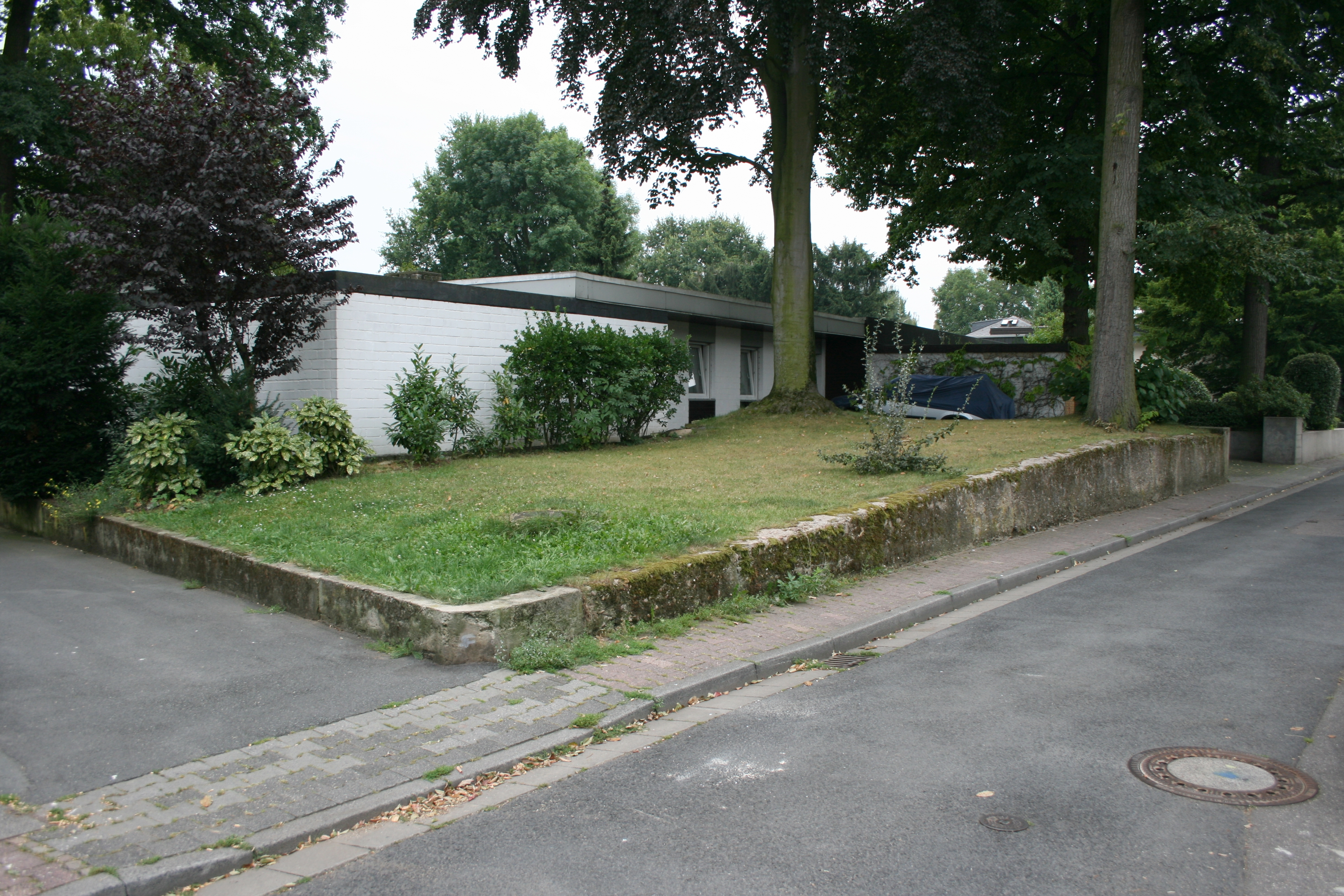
Letzter erhaltener Rest der römischen Stadtmauer – ein Wall vor dem Haus Am Forum 29, ehemals Teil der Ost-Umwehrung

Als das Grenzland im 3. Jahrhundert unsicherer wurde (siehe Reichskrise des 3. Jahrhunderts), benötigte auch Nida eine Stadtmauer. Sie wurde zu Beginn des Jahrhunderts errichtet. Einige Gebäude und Wohnviertel der ursprünglich weitgestreuten Bebauung fielen ihr im Osten, Süden und Westen zum Opfer. Sie besaß eine Länge von 2.750 m und bestand aus einer 6 m hohen und 2 m breiten Mauer. Außer den acht Toren kamen in regelmäßigem Abstand Türme hinzu. Der Mauer vorgelagert war ein 7 m breiter und 2,25 m tiefer Graben sowie ein 23 m breites Annäherungshindernis aus zahlreichen Gruben (Lilia), die zum Schutz gegen Reiterangriffe dienten. Die Mauer selbst wurde in Schalentechnik erbaut. Einem Kern aus Gussmauerwerk waren Sandsteinquader vorgeblendet. Einige der Zinnendecksteine haben sich im Spitzgraben gefunden. Der größte Teil der Steine fiel in nachrömischer Zeit dem Steinraub zum Opfer.
Von welcher Seite dieses Bauprogramm initiiert wurde, lässt sich mangels schriftlicher Quellen nicht sagen. Das monumentale Bauwerk zeugt indes von einem Behauptungswillen der Bevölkerung im Grenzland. Die sorgfältige Bauweise zeigt, dass sie nicht in einer plötzlichen Notsituation erbaut wurde. Zahlreiche weitere Siedlungen rechts des Rheins wie Dieburg oder Ladenburg erhielten in dieser Zeit ebenfalls eine Umwehrung. Unklar bleibt, wer die Verteidigung der Mauer übernahm. Wenn es sich nicht um reguläre Soldaten gehandelt hat, käme als Erklärung die stärkere Präsenz von Germanen im Fundmaterial des 3. Jahrhunderts in Frage. Dass die Bevölkerung im Grenzland angesichts der Staatskrise unter den Soldatenkaisern Maßnahmen in Eigenregie ergriffen hat, ist vereinzelt inschriftlich belegt, so durch eine Inschrift aus dem Kastell Altenstadt.
Zu diesen Maßnahmen gehört wahrscheinlich der sogenannte Hallenbau, ein anscheinend militärisch genutztes Gebäude des dritten Jahrhunderts südlich des Marktplatzes. Die Funde (unter anderem drei der in Heddernheim gefundenen Helme, Militärfibeln und Teile eines Schwertgehänges) weisen eindeutig auf eine militärische Nutzung.

### Hafenanlage an der Nidda
Südöstlich der Stadt unterhalb der Hadrianstraße an der Nidda wurden 1927–1929 die Überreste einer römischen Hafenanlage ausgegraben. Sie besaß Anlegerampen an beiden Ufern und auf der Stadtseite mehrere größere Gebäude, die als Lagerhallen oder Kontore gedient haben. Der Fluss besaß in römischer Zeit eine Wassertiefe von knapp unter 1 m bei einem Gefälle von 0,7 ‰ und einer Wasserführung von 9,50 m³/s. Ob dies auch für größere Lastkähne, besonders die in römischer Zeit bevorzugt verwendeten flachbodigen Prähme ausreichte, ist nicht ganz geklärt.
Wichtig für die Versorgung der Römerstadt war besonders der Anschluss an das Flussnetz von Rhein und Main. Von der nahe gelegenen Militärziegelei in Nied dürfte ein erheblicher Teil der Keramikprodukte sowie weiteres Baumaterial für die Bauten am Limes und in der Civitas im Hafen von Nida umgeschlagen worden sein. Zerbrechliche oder besonders schwere Waren wurden insgesamt bevorzugt auf dem Wasserweg transportiert. Zusammen mit den gut ausgebauten Römerstraßen steigerte der Umschlagplatz die Bedeutung Nidas als regionales Wirtschaftszentrum.

### Gräberfelder

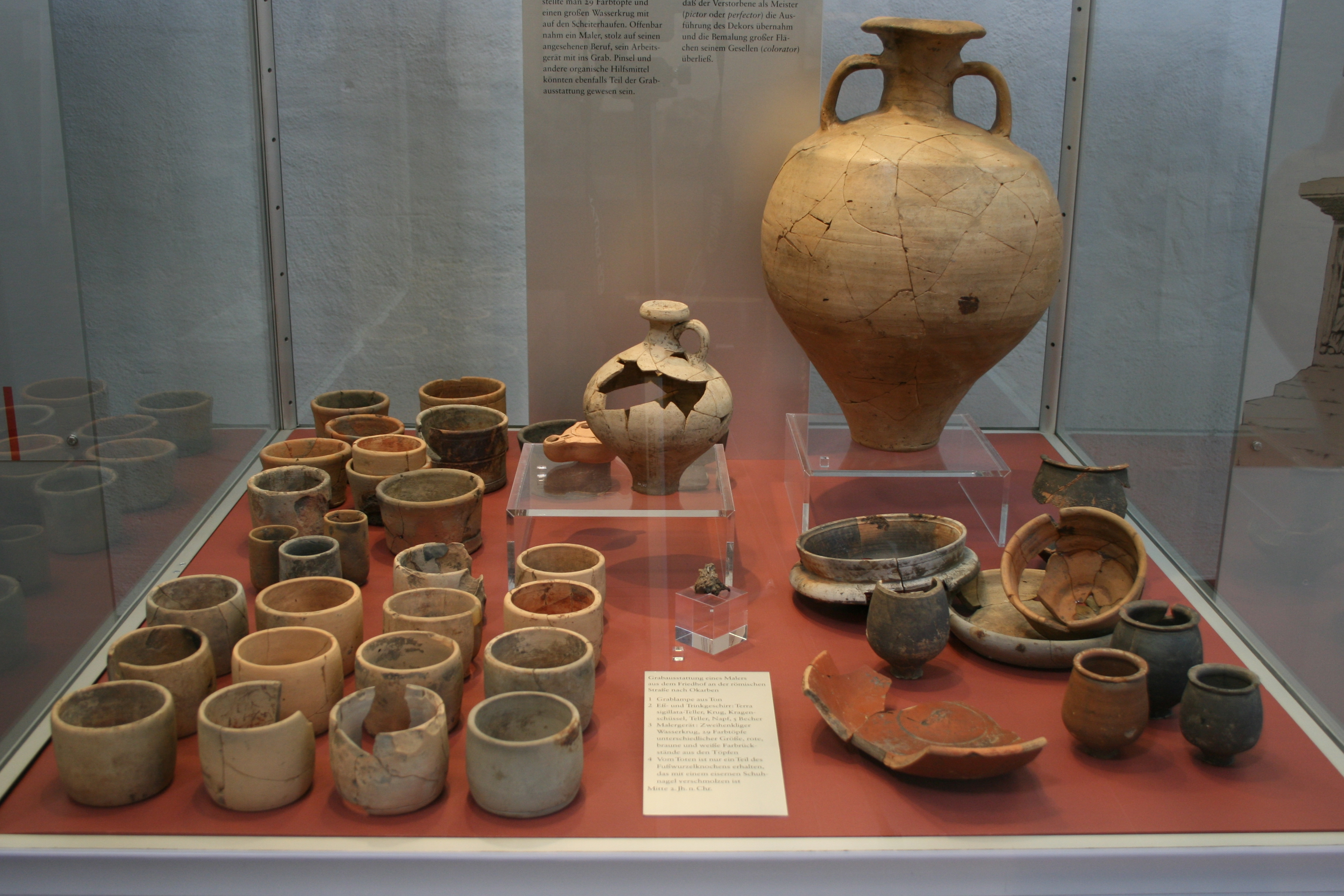
Das Malergrab aus Nida-Heddernheim, Grabinventar eines römischen Malers mit 29 Farbtöpfen im Archäologischen Museum Frankfurt am Main

Insgesamt elf Gräberfelder werden in der archäologischen Literatur unterschieden. Da diese nicht großflächig ergraben wurden und über weite Bereiche nördlich und westlich der Stadt streuen, kann nicht gesagt werden, ob diese Unterscheidung auch in der Antike gültig war. Wie in römischen Städten üblich, befanden sich diese außerhalb des Stadtgebiets entlang der Ausfallstraßen.
Friedhof 1 befand sich im Areal des späteren südlichen Westtores der Stadt und dürfte zu den frühen Soldatenfriedhöfen gehören. Zu den Funden gehören außer wenigen Brandgräbern zwei Grabsteine von Soldaten der 32. Freiwilligenkohorte.
Das Gräberfeld 2 erstreckte sich beiderseits entlang der nördlichen Ausfallstraße nach Mainz und enthielt 300 Brandgräber aus der Zeit zwischen 70 und 120 n. Chr. sowie wenige spätere Nachbestattungen. Obwohl zehn Soldaten- oder Reitergrabsteine aus dem Gräberfeld bekannt sind, handelte es sich um keinen reinen Soldatenfriedhof.
Friedhof 3 lag als nördlicher Teil des „Älteren Praunheimer Gräberfeldes“ entlang der heutigen Hainstraße im Bereich der Praunheimer Villa. Wohl ein Gräberfeld der Kastellzeit, vermutlich aber von Zivilisten genutzt.
Nördlich der Stadt in Nähe zum Gräberfeld 10 lag Friedhof 4; wie Friedhof 3 ist er wohl der Kastellzeit zugehörig, ohne dass Soldatengräber belegt wären.
Gräberfeld 5 befand sich beiderseits der Saalburgstraße und gehört der Zeit der Zivilstadt an. Überwiegend Brandgräber, aber auch wenige Körperbestattungen sind belegt.
Friedhof 6 befand sich entlang der Straße zum Kastell Okarben. Wie bei Gräberfeld 5 können keine genauen Angaben zur Zahl der Bestattungen oder zur Chronologie gemacht werden, da systematische Grabungen fehlen. Eine Besonderheit des Gräberfeldes 6 ist der Fund des sogenannten Malergrabs, das im Archäologischen Museum ausgestellt wird. Neben Ess- und Trinkgeschirr (zum Beispiel ein großer Doppelhenkelkrug) enthielt es 29 Farbtöpfe mit Pigmentresten. Analysen zeigten, dass dem Maler vier Grundfarben (Eisenrot, Kupferblau, Bleiweiß und Bleirot) zur Verfügung standen.
Mit 71 Gräbern befand sich Gräberfeld 7 etwas weiter außerhalb, ebenfalls an der Okarbener Straße. Auch dieses gehört in die Stadtzeit des 2. Jahrhunderts. Eine Besonderheit ist die Einfriedung in Form eines unregelmäßigen Vierecks, die wohl Ausdruck einer Gemeinschaft war. Möglicherweise lässt das auf ein Handwerker- oder Bestattungscollegium schließen, wie sie in vielen römischen Städten nachgewiesen sind. Die Grabbeigaben lassen aber keine Unterschiede zu anderen Gräberfeldern erkennen.
Gräberfeld 8 lag vor der nordwestlichen Ecke der Stadtmauer. Nur wenige Brand- und Körperbestattungen konnten hier durch Funde aus Baugruben erfasst werden, die eine Einordnung in die Stadtzeit ermöglichten.
Das „Jüngere Praunheimer Gräberfeld“ (9) befand sich vor dem südlichen Westtor der Stadt und es dürfte sich um den größten und angesehensten Friedhof gehandelt haben; er wurde allerdings nur sehr unvollständig untersucht. Die Gräber lagen beiderseits der Straße nach Mainz. Neben der prominenten Lage an der wichtigsten Straße deuten auch die Funde auf vornehmere Bestattungen. Außer den üblichen Brandbestattungen enthielt er auch zahlreiche Körpergräber. Auffällig ist, dass hier mehr Brandgräber in Steinkisten belegt sind, als in den nördlichen Gräberfeldern. Neben Körperbestattungen in Holzsärgen fand man hier auch drei Steinsarkophage.
Friedhof 10 wurde im 3. Jahrhundert an Stelle des früheren Friedhofs 4 angelegt, wobei die alten Brandgräber teilweise geschnitten wurden. Von dem Vorgänger war anscheinend oberirdisch nichts mehr sichtbar. Er umfasste 50 Körperbestattungen, die sehr ärmlich ausgestattet waren. Bedeutsam ist das Grab eines Germanen in römischen Diensten.
Das kleine Gräberfeld 11 lag weit abseits im Westen auf Praunheimer Gebiet. Die zehn Brandgräber bildeten ursprünglich das östliche Ende von Gräberfeld 2. Auffällig ist eine Gruppe regellos bestatteter Körpergräber mit ärmlichen Beigaben. Darunter fanden sich einige in sehr unnatürlicher Lage: Bei einem Skelett fehlte der Kopf, zwei weitere waren gewaltsam zerrissen, eines lag in verdrehter Haltung. Es dürfte sich wahrscheinlich um Sonderbestattungen sozial Ausgestoßener (Verbrecher und Ähnliche) handeln, wie sie häufig in Randlage römischer Nekropolen belegt sind.

### Aktuelle Überblicksdarstellungen
- Peter Fasold: Nida: Hauptort der civitas Taunensium. In: Vera Rupp, Heide Birley (Hrsg.): Landleben im römischen Deutschland. Theiss, Stuttgart 2012, ISBN 978-3-8062-2573-0, S. 91–94.
- Peter Fasold: Von Augustus bis Aurelian. Neue Forschungen zum römischen Frankfurt. In: Frank Martin Ausbüttel, Ulrich Krebs, Gregor Maier (Hrsg.): Die Römer im Rhein-Main-Gebiet. Theiss, Stuttgart 2012, ISBN 978-3-8062-2420-7, S. 41–54.
- Peter Fasold: Stadtgemeinde der Taunenser. In: Egon Schallmayer u. a. (Hrsg.): Die Römer im Taunus. Societäts-Verlag, Frankfurt am Main 2005, ISBN 3-7973-0955-4, S. 12–14.
- Peter Fasold: Zur Gründung des Civitas-Hauptortes Nida. In: Egon Schallmayer (Hrsg.): Traian in Germanien, Traian im Reich. Bericht des Dritten Saalburgkolloquiums (= Saalburg-Schriften. Band 5). Saalburgmuseum, Bad Homburg 1999, ISBN 3-931267-04-0, S. 235–246.
- Peter Fasold: Ausgrabungen im teutschen Pompeji. Archäologische Forschung in der Frankfurter Nordweststadt. Museum für Vor- und Frühgeschichte, Frankfurt am Main 1997.
- Peter Fasold: Die Römer in Frankfurt. Schnell & Steiner, Regensburg 2017, ISBN 978-3-7954-3277-5.
- Peter Fasold: Nida-Frankfurt. In: Der Neue Pauly (DNP). Band 15/1, Metzler, Stuttgart 2001, ISBN 3-476-01485-1, Sp. 980–984.
- Ingeborg Huld-Zetsche: Nida – Eine römische Stadt in Frankfurt am Main (= Schriften des Limesmuseums Aalen. Band 48). Stuttgart 1994.
- Ingeborg Huld-Zetsche: Frankfurt am Main. Heddernheim, Nordweststadt, Praunheim: Militärlager und Civitas-Hauptort. in: Dietwulf Baatz, Fritz-Rudolf Herrmann (Hrsg.): Die Römer in Hessen. 3. Auflage 1989. Lizenzausgabe Nikol, Hamburg 2002, ISBN 3-933203-58-9, S. 275–293.
- Carsten Wenzel: Das »teutsche Pompeji« im 21. Jahrhundert. Perspektiven der Forschung im römischen Nida/Frankfurt am Main-Heddernheim. In: Peter Fasold, Liane Giemsch, Kim Ottendorf, Daniel Winger (Hrsg.): Forschungen in Franconofurd. Festschrift für Egon Wamers zum 65. Geburtstag (= Schriften des Archäologischen Museums Frankfurt. Band 28). Schnell & Steiner, Regensburg 2017, ISBN 978-3-7954-3175-4, S. 87–100.
- Rainer Wiegels: Nida. In: Der Neue Pauly (DNP). Band 8, Metzler, Stuttgart 2000, ISBN 3-476-01478-9, Sp. 889.

### Untersuchungen zu Teilgebieten der archäologischen Forschung
Zu den rechtsrheinischen Civitas-Hauptorten
- Klaus Kortüm: Städte und kleinstädtische Siedlungen. Zivile Strukturen im Hinterland des Limes. In: Imperium Romanum. Roms Provinzen an Neckar, Rhein und Donau. Archäologisches Landesmuseum Baden-Württemberg, Esslingen 2005, ISBN 3-8062-1945-1, S. 154–164.
- C. Sebastian Sommer: Die städtischen Siedlungen im rechtsrheinischen Obergermanien. In: Hans-Joachim Schalles (Hrsg.): Die römische Stadt im 2. Jahrhundert n. Chr. Der Funktionswandel des öffentlichen Raumes. Kolloquium Xanten 2. bis 4. Mai 1990 (= Xantener Berichte. Band 2). Rheinland-Verlag, Köln 1992, ISBN 3-7927-1252-0, S. 119–141.

Gräberfelder
- Peter Fasold: Tausendfacher Tod. Die Bestattungsplätze des römischen Militärlagers und Civitas-Hauptortes Nida im Norden Frankfurts (= Archäologische Reihe. Band 20). Archäologisches Museum, Frankfurt 2004, ISBN 3-88270-348-2.
- Peter Fasold: Die Bestattungsplätze des römischen Militärlagers und Civitas-Hauptortes Nida (Frankfurt am Main-Heddernheim und -Praunheim) (= Schriften des Frankfurter Museums für Vor- und Frühgeschichte. Band 20). 3 Teilbände, Archäologisches Museum, Frankfurt 2006–2011.
- Wolfgang Czysz, Hans-Gert Bachmann: Das Grab eines römischen Malers aus Nida-Heddernheim. In: Germania. Band 55, 1977, S. 85–107, doi:10.11588/ger.1977.99378.

Stadtmauer
- Carsten Wenzel: Die Stadtbefestigung von Nida-Heddernheim (= Schriften des Frankfurter Museums für Vor- und Frühgeschichte. Band 17). Frankfurt 2000, ISBN 3-88270-339-3.

Wandmalereien
- Rüdiger Gogräfe: Die römischen Wand- und Deckenmalereien im nördlichen Obergermanien (= Archäologische Forschungen in der Pfalz. Band 2). Neustadt an der Weinstraße 1999, ISBN 3-9805635-2-9, S. 322–358.
- Mathilde Schleiermacher: Der Freskenraum von Nida (= Archäologische Reihe. Band 15). Frankfurt 1995, ISBN 3-88270-326-1.

Keramikherstellung
- Susanne Biegert: Römische Töpfereien in der Wetterau (= Schriften des Frankfurter Museums für Vor- und Frühgeschichte. Band 15). Frankfurt 1999, ISBN 3-88270-334-2.
- Vera Rupp: Wetterauer Ware. Eine römische Keramik im Rhein-Main-Gebiet (= Schriften des Frankfurter Museums für Vor- und Frühgeschichte. Band 10). Frankfurt 1988, ISBN 3-7749-2317-5.

Dendrophorenkeller
- Peter Fasold: Die Keramik aus dem Dendrophorenkeller von Nida-Heddernheim. In: Saalburg-Jahrbuch. Band 47, 1994, S. 71–78.

Münzfunde
- Helmut Schubert: Die Fundmünzen der römischen Zeit in Deutschland (FMRD). Abteilung V: Hessen. Band 2, 2: Darmstadt: Frankfurt am Main. Mainz 1989, ISBN 3-7861-1552-4, S. 19–300.
- Helmut Schubert: Die römischen Fundmünzen aus Nida-Heddernheim (= Archäologische Reihe. Band 2). Frankfurt 1984, ISBN 3-88270-301-6.

Mithras
- Ingeborg Huld-Zetsche: Mithras in Nida-Heddernheim (= Archäologische Reihe. Band 6). Frankfurt 1986, ISBN 3-88270-306-7.
- Wolfgang David: Les mithréums de Nida. In: Laurent Bricault, Richard Veymier, Nicolas Amoroso (Hrsg.): Le Mystère Mithra. Plongée au coeur d’un culte romain. Musée Royal de Mariemont, Mariemont 2021, ISBN 978-2-930469-85-0, S. 473–478; mit 182–185; 190–191; 278–281; 290–291; 378–379 (online; englische Ausgabe).

Steindenkmäler
- Walter Meier-Arendt u. a. (Hrsg.): Römische Steindenkmäler aus Frankfurt am Main (= Archäologische Reihe. Band 1). Frankfurt 1983.

Forschungsgeschichte
- Ingeborg Huld-Zetsche: 150 Jahre Forschung in Nida-Heddernheim. In: Nassauische Annalen 90, 1979, S. 5–26.

Grabungspublikation der Kastelle durch die Reichs-Limeskommission
- Georg Wolff: Das Kastell und die Erdlager von Heddernheim. In: Ernst Fabricius, Felix Hettner, Oscar von Sarwey (Hrsg.): Der obergermanisch-raetische Limes des Roemerreiches Abteilung B 2,3 Nr. 27 (1915).

Nida im 3. Jahrhundert n. Chr.
- Alexander Reis: Nida-Heddernheim im 3. Jahrhundert n. Chr. (= Schriften des Archäologischen Museums Frankfurt. Band 24). Frankfurt 2010, ISBN 978-3-88270-505-8.

### Publikationen der Ausgrabungsphase 1954 bis 1965
- Ulrich Fischer: Grabungen im römischen Steinkastell von Heddernheim 1957–1959 (= Schriften des Frankfurter Museums für Vor- und Frühgeschichte. Band 2). Frankfurt 1973, ISBN 3-7829-0146-0.
- Ulrich Fischer u. a.: Grabungen im römischen Vicus von Nida-Heddernheim 1961–1962 (= Schriften des Frankfurter Museums für Vor- und Frühgeschichte. Band 14). Verlag R. Habelt, Bonn 1998, ISBN 3-7749-2844-4.

### Ältere Untersuchungen, als Gesamtdarstellungen größtenteils veraltet
- Friedrich Gustav Habel: Die römischen Ruinen bei Heddernheim, In: Nassauische Annalen 1, 1827, S. 45–77.
- Mitteilungen über römische Funde in Heddernheim Bd. I–VI vom Frankfurter Verein für Geschichte und Landeskunde, 1894–1918.
- Georg Wolff: Die Römerstadt Nida bei Heddernheim und ihre Vorgeschichte. Jügels-Verlag, Frankfurt am Main 1908.
- Friedrich Gündel: Nida-Heddernheim. Ein populärwissenschaftlicher Führer durch die prähistorischen und römischen Anlagen im „Heidenfelde“ bei Heddernheim. M. Diesterweg-Verlag, Frankfurt am Main 1913.
- Karl Woelcke: Der neue Stadtplan von Nida-Heddernheim. In: Germania. Band 22, 1938, S. 161–166, doi:10.11588/ger.1938.39620.